# Cayetana Fitz-James Stuart
María del Rosario Cayetana Fitz-James Stuart y de Silva (Madrid, 28 de marzo de 1926-Sevilla, 20 de noviembre de 2014), más conocida como Cayetana de Alba o la duquesa de Alba, fue una noble española, xviii duquesa de Alba de Tormes, xi duquesa de Berwick y grande de España. Fue la tercera mujer que ostentó el título ducal de los Alba por derecho propio.
Según el Libro Guinness de los récords poseyó más títulos legalmente reconocidos que ningún otro noble en el mundo: era cinco veces duquesa, dieciocho veces marquesa, veinte condesa, vizcondesa, condesa-duquesa y condestablesa, además de ser catorce veces grande de España, la mayor dignidad nobiliaria del Reino. También gozó de una gran popularidad.

## Biografía

### Nacimiento y bautizo
Fue la primera y única hija de Jacobo Fitz-James Stuart y Falcó, xvii duque de Alba, conocido por sus amigos como Jimmy Alba, y María del Rosario de Silva y Gurtubay, x marquesa de San Vicente del Barco, conocida por sus allegados como Totó.
Nació la noche del 28 de marzo de 1926 en una de las habitaciones del Palacio de Liria. En el mismo momento de su nacimiento, su padre estaba reunido con tres de sus mejores amigos: el doctor Gregorio Marañón (que fue médico de la familia), el filósofo José Ortega y Gasset y el escritor Ramón Pérez de Ayala. El parto fue atendido por una comadrona.
Fue bautizada el 17 de abril de 1926 en la capilla del Palacio Real, siendo sus padrinos el rey Alfonso XIII y su esposa Victoria Eugenia. Para su bautizo se trajo la pila bautismal de Santo Domingo de Guzmán, que solo se utilizaba para bautizar a monarcas o sus descendientes. Fue bautizada por Francisco Muñoz Izquierdo, patriarca de las Indias y vicario general castrense, como María del Rosario (por su madre) Cayetana (como la duquesa de Alba pintada por Goya) Alfonsa (por su padrino) Victoria Eugenia (por su madrina) Francisca (por la devoción de su padre por san Francisco de Asís) Paula Lourdes Antonia Josefa Fausta Rita Castor Dorotea y Santa Esperanza.
Casi todo el mundo la conoció como Cayetana, el nombre que ella prefería. Su padre la llamaba Tanuca y la reina Sofía de Grecia y otros allegados la llamaban Tana.

### Enfermedad de su madre y vida en París
Pocos meses después de nacer Cayetana, su madre, María del Rosario, enfermó de tuberculosis. Para evitar contagios, se habilitó una parte del Palacio de Liria para María del Rosario.
El servicio doméstico procuraba que Cayetana no se acercase a su madre y, si alguna vez la niña eludía esto, su madre intentaba que no se acercase arrojando algún objeto para que huyese. Estas situaciones traumáticas quedaron siempre en la memoria de Cayetana.
Cuando Cayetana tenía cuatro años hizo un viaje con su padre a Roma.
En 1931, con motivo de su quinto cumpleaños, su padre le regaló un poni, al que llamó Tommy.

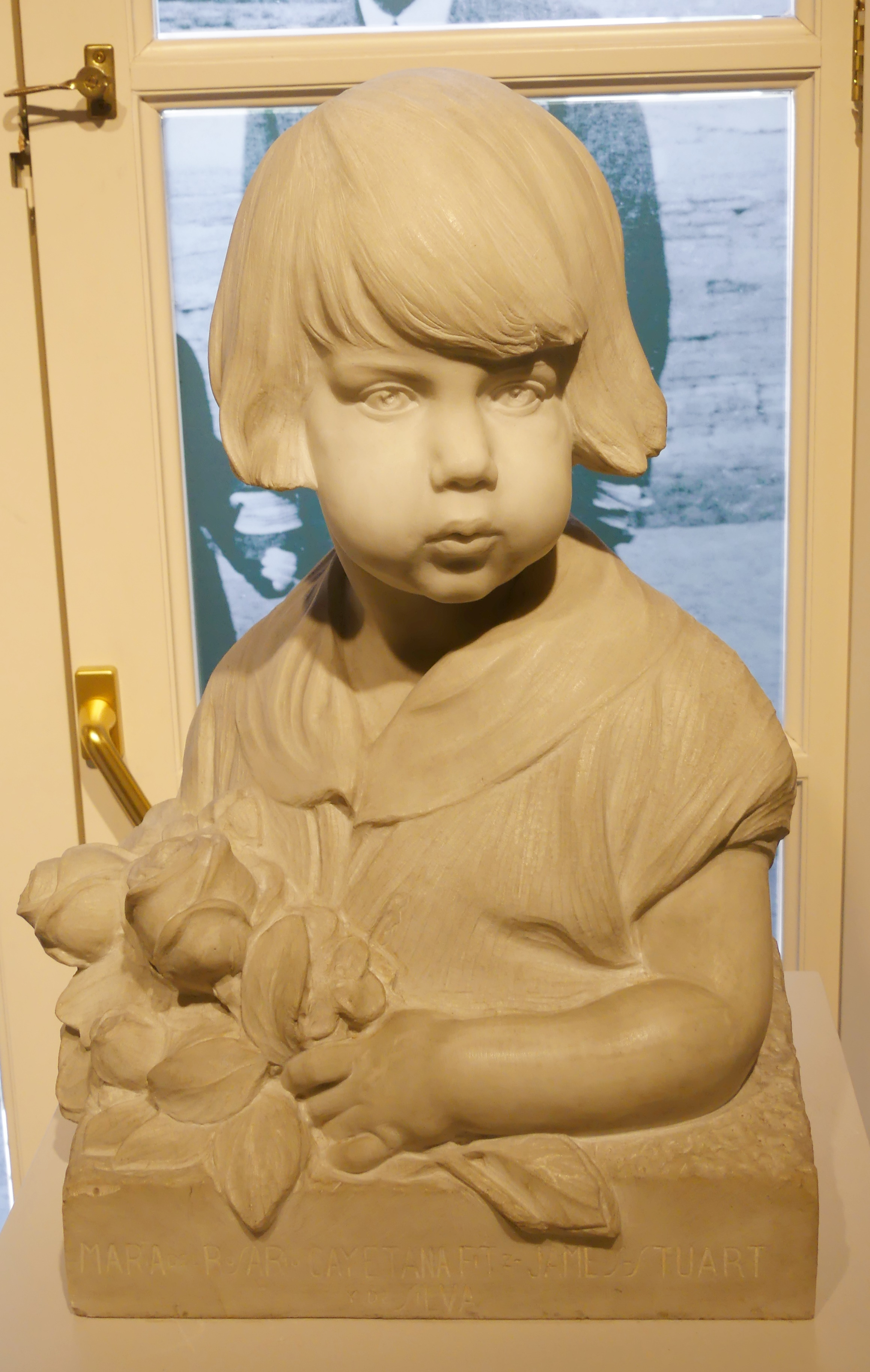
Busto de Cayetana de niña, realizado por Mariano Benlliure.

En su infancia, Cayetana fue pintada con su poni por el pintor Ignacio Zuloaga y el escultor Mariano Benlliure hizo un busto de ella.
En mayo de 1931, un mes después de la proclamación de la Segunda República, el duque de Alba mandó a su hija Cayetana a París. Se alojó en el hotel Prince de Galles junto con su abuela materna, duquesa de Híjar, y su niñera Willison.
En París, fue operada en un hospital de apendicitis y fue visitada por Alfonso XIII durante su convalecencia.
En 1933 el duque de Alba y su hija Cayetana viajaron a Egipto.
María del Rosario murió el 11 de enero de 1934, cuando su hija Cayetana tenía ocho años, y fue enterrada en el panteón de los duques de Alba en Loeches.
En junio de 1934 se trasladó a Madrid para realizar su primera comunión en el oratorio del Palacio de Liria, tras lo cual regresó a la capital francesa. Estudió dos cursos, entre 1934 y 1936, en el Instituto de la Asunción de París.

### Estancias en Londres

El Rey Alfonso XIII, con la pequeña Cayetana.

En julio de 1936 comenzó la Guerra Civil. El duque de Alba abandonó el Palacio de Liria, dejando sus principales cuadros depositados en los sótanos del Banco de España. Sus tapices y gobelinos se habían enviado a la Real Fábrica de Tapices y los documentos archivados en su biblioteca se habían mandado a la embajada de Gran Bretaña en Madrid, por lo que estos elementos patrimoniales se pudieron conservar.
El Palacio de Liria quedó habitado solamente por una sirvienta y su marido. El 17 de noviembre de 1936 aviones alemanes de la Legión Cóndor bombardearon Madrid, provocando un incendio en la tercera planta del palacio. Este incendio pudo ser sofocado pero la asistenta Paquita Anón, que trabajaba para la casa desde 1907, informó de que luego entraron unos soldados republicanos que aprovecharon para saquear lo que quedaba en el palacio e incendiarlo. Del edificio solo quedaron las cuatro fachadas. Durante la guerra, el poni de Cayetana murió tiroteado.
Un tío paterno de Cayetana, Hernando, duque de Peñaranda, fue asesinado en Paracuellos del Jarama.
El duque de Alba se instaló en el hotel Claridge's de Londres y fue en esa ciudad donde, estando con su hija, se enteró de la destrucción del Palacio de Liria.
El 21 de noviembre de 1937 el duque de Alba fue nombrado embajador de la dictadura de Franco en el Reino Unido.
En 1936 Cayetana fue enviada al Palacio de las Dueñas de Sevilla, donde pasó casi toda la contienda civil, con excepción de algunas cortas estancias en Londres con su padre. Estuvo acompañada de su tía paterna, Eugenia Sol, junto con sus hijos Carlos, conde de Teba, y Jaime, marqués de Ardales, y sus sobrinos Carlos y Fernando Falcó. Eugenia Falcó era muy aficionada a los toros, la hípica y la cultura popular y solía vivir en Sevilla.
En 1939 Zuloaga volvió a pintar a Cayetana, en un retrato ecuestre.
Fue en 1939, al final de la guerra civil, cuando Cayetana se trasladó a vivir a Londres con su padre. Los veranos de 1939 y 1940 los pasó en la casa de la familia Hohenlohe en Bohemia. La joven llegó a presenciar la invasión nazi de Checoslovaquia.
Durante su estancia en la capital británica, Cayetana vivió en carne propia la serie de bombardeos alemanes que afectaron a la ciudad durante la Segunda Guerra Mundial. Para alejarse de los bombardeos, el duque de Alba alquiló a Helen Percy, duquesa de Northumberland, la casa a las afueras de Albury Park.
En varias ocasiones estuvo de visita en la residencia de su pariente lejano sir Winston Churchill, primer ministro del Reino Unido. Su padre organizaba comidas a las que asistían personajes importantes, como el político laborista Aneurin Bevan o el político exiliado Salvador de Madariaga.
El duque de Alba iba con su hija frecuentemente a los museos de Londres.
Cayetana asistió a un colegio de monjas de Kensington, donde recibió una esmerada educación que se reforzaba con las clases en casa. Como Cayetana hablaba ya perfectamente el inglés, su padre decidió ponerle la institutriz alemana Dorphi para que aprendiese alemán. También recibía clases de español y cultura española de la mano de Elvira Yebra. Cayetana llegó a hablar, además de castellano, inglés, francés y alemán.
En Londres, la joven relacionó con un nieto de Tolstói, así como con el noble italiano Aspreno Colonna, con el conde Gannet y con el noble austríaco Michael Windisch-Graetz.
Por entonces, en las fiestas que organizaban las amigas de Cayetana, esta se encontraba frecuentemente con la duquesa de York, que sería la futura reina Isabel II.
Desde 1942 el duque de Alba quiso apartar a su hija del conflicto y la mandó largas temporadas a España. Estuvo con su abuela, la duquesa de Híjar, en Madrid y con su tía, Eugenia Sol, en Sevilla. Por entonces, en Madrid, se unió a la Obra Luisa de Marillac, que llevaba a cabo obras de caridad en las chabolas que rodeaban la ciudad, y empezó a llevar a cabo otras obras filantrópicas en el colegio de los salesianos de la calle Francos Rodríguez.
El 27 de abril de 1943 Cayetana se vistió de largo en una celebración que tuvo lugar en el Palacio de las Dueñas de Sevilla. El motivo era presentarse en sociedad. Franco quiso que la puesta de largo de Cayetana coincidiera en un mismo evento con la de su hija Carmen, pero el duque de Alba se negó. El duque le regaló a Cayetana el ducado de Montoro, con título de grandeza de España. Para la fiesta se cursaron 2000 invitaciones. Hubo nobles, embajadores y personajes de la cultura. Cayetana recibió como regalo de la Hermandad de la Macarena un estandarte antiguo y unos colonos de Olivares le regalaron un mantón de Manila, siendo estos los obsequios que más ilusión le hicieron. El duque de Alba donó al ayuntamiento una generosa cantidad de dinero para que se dedicase a obras benéficas. El evento apareció en un reportaje del New York Times pero la revista española Dígame ni siquiera lo cubrió y las páginas de sociedad de otras publicaciones españolas le dedicaron muy poco espacio debido al desplante que se había hecho a Franco.
La primavera de 1943 Cayetana tuvo un romance pasajero con el torero Pepe Luis Vázquez.
En junio de 1943 el duque de Alba firmó un manifiesto, junto con numerosos procuradores en Cortes, para que Franco reinstaurase la monarquía. En marzo de 1945 Juan de Borbón, a través del Manifiesto de Lausana, tomó posiciones en favor de los aliados que habían triunfado en la Segunda Guerra Mundial y pidió a los monárquicos del régimen de Franco que abandonasen sus cargos. Entonces el duque de Alba decidió dimitir de su puesto como embajador.

### Primer matrimonio, con Luis Martínez de Irujo
Terminada la misión diplomática, el duque de Alba y su hija se instalaron en Madrid. El duque era propietario de la mayor parte de los edificios cercanos al destruido Palacio de Liria y adaptó como residencia los números 22 y 24 de la calle de la Princesa.
Los domingos, después de misa, ambos visitaban el Museo del Prado y el subdirector del museo, Francisco Javier Sánchez Cantón, les explicaba las obras de arte.
Por estas fechas Cayetana aprendió a torear a caballo gracias a la peruana Conchita Cintrón. Beltrán Alfonso Osorio y Díez de Rivera, duque de Albuquerque, le dio lecciones de hípica con las cuales ganó varios campeonatos. El duque de Alburquerque terminó convirtiéndose en el primer novio formal de Cayetana, con la aprobación del duque de Alba.
En Sevilla, frecuentó la Feria de Abril y se hizo hermana de varias cofradías, siendo nombrada camarera mayor de la Hermandad de la Macarena.
En el invierno de 1946 Cayetana fue a visitar a su amigo Rafael, marqués de Valencina, a un hospital de Madrid donde había sido internado por un accidente de tráfico. En este lugar se encontró por primera vez con otro amigo de Rafael, el estudiante de ingeniería industrial Luis Martínez de Irujo y Artázcoz (1919-1972), hijo de los duques de Sotomayor y marqueses de Casa Irujo. Ese verano Cayetana veraneó en Zarauz y Luis en el Palacio de Arbaizenea de San Sebastián, situados ambos municipios en la provincia de Guipúzcoa, lo que facilitó nuevos encuentros. Ya en Madrid, Luis invitó a Cayetana a los toros. Siguieron saliendo juntos y el noviazgo se formalizó, con el beneplácito del duque de Alba. El 28 de enero de 1947 anunciaron su compromiso oficialmente.

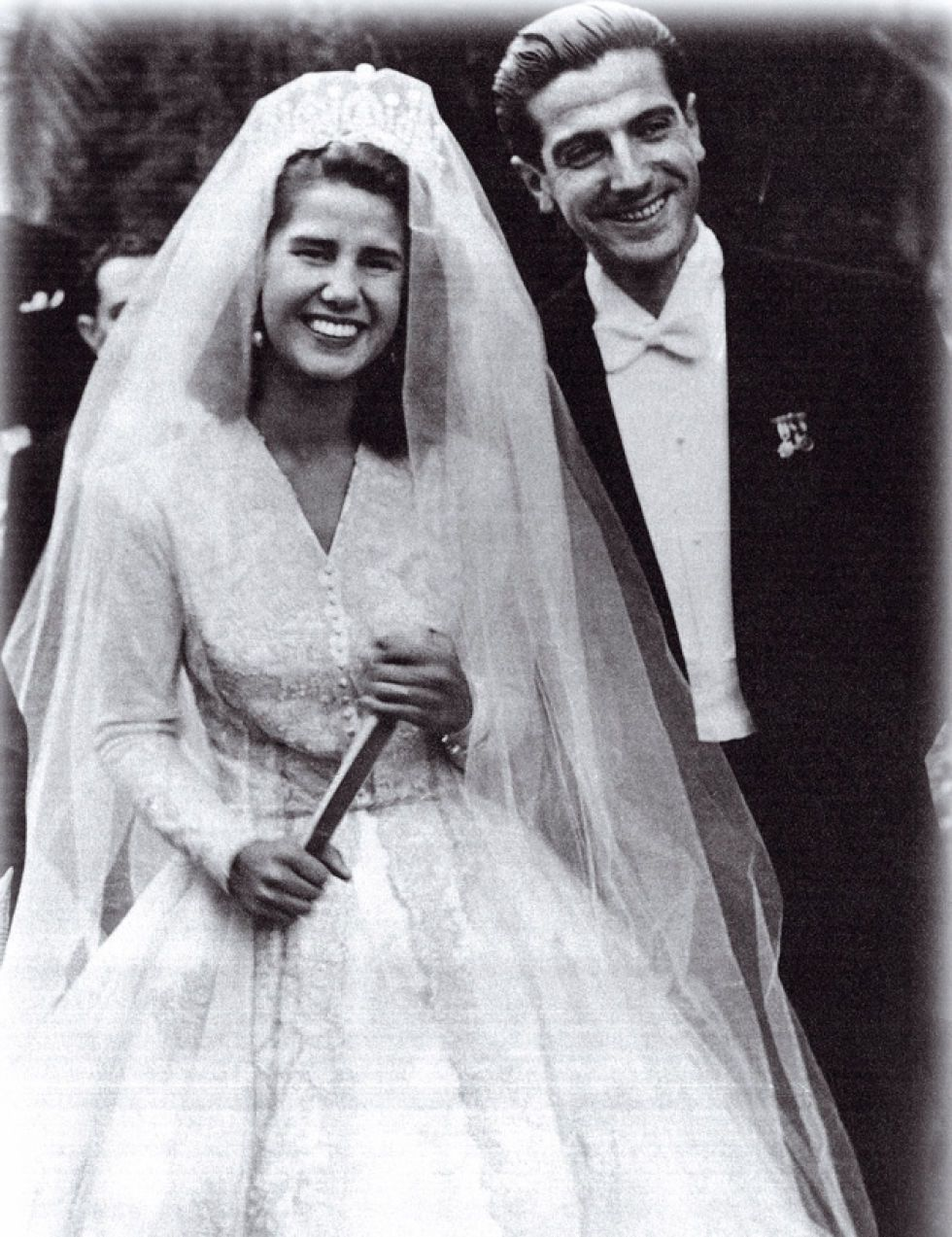
Cayetana Fitz-James Stuart y Luis Martínez de Irujo, el día de su boda.

El cardenal arzobispo de Sevilla, Pedro Segura, permitió que la boda se celebrase en la capilla mayor de la Catedral de Sevilla. Hasta entonces solo se había oficiado allí una boda, la de Pedro de Orleans y Esperanza de Borbón. La ceremonia tuvo lugar el 12 de octubre de 1947. Fue oficiada por el arzobispo de Valencia Marcelino Olaechea y se leyó un telegrama del papa Pío XII bendiciendo a los cónyuges. Tras terminar la ceremonia en la catedral los novios pasaron por la Iglesia de San Gil para rezar ante la Virgen de la Macarena. El convite, con más de 2500 personas, tuvo lugar en el Palacio de las Dueñas. Franco no fue invitado a la boda pero sí estuvieron los militares Gonzalo Queipo de Llano y Alfredo Kindelán. También acudieron Isabel Alfonsa de Borbón, María de las Mercedes de Baviera, Alfonso de Orleans, Ataúlfo de Orleans, Carla de Galliera, Fernando de Austria, Irakli Bagration de Mujrani, el gran duque Andrés Vladímirovich Románov, la duquesa de Northumberland y sir John Anderson (que trajo un mensaje de Churchill), entre otros. Periódicos estadounidenses, británicos y franceses se hicieron eco del evento y de su enorme coste. El periódico francés Libération lo calificó como «la boda más cara del mundo», pero se desconoce cuánto costó porque la casa de Alba no lo reveló. El vestido de Cayetana, realizado por la diseñadora Flora Villarreal, fue donado en 2007 al Museo del Traje de Madrid. La novia también llevó una diadema que había regalado Napoleón III a Eugenia de Montijo. El duque de Alba financió que la Hermandad del Gran Poder diera mil comidas para los pobres ese día y donó 5000 pesetas a cada una de las nueve parejas que se casaron esa jornada en Sevilla.
Para el viaje de novios la pareja fue de Madrid a Londres. Se desplazaron a América visitando Nueva York, Filadelfia, Florida, Washington D. C., Chicago, San Francisco, Los Ángeles, Santa Fe, Ciudad de México, Acapulco, Nueva Orleans, La Habana y Honolulú.
Durante su estancia en Los Ángeles visitaron Hollywood. El actor Douglas Fairbanks, Jr. fue su anfitrión principal. Visitaron el rodaje de Un yankie en la corte del rey Arturo en los estudios de la Twenty Century Fox y el de Los Blanding ya tienen casa, protagonizada por Cary Grant, en los estudios de la Warner Brothers. La pareja acudió a fiestas y comidas con celebridades como Walt Disney, Gary Cooper, Henry Fonda, Robert Taylor, Harold Lloyd, Marlene Dietrich, Marilyn Monroe, Bing Crosby, Merle Oberon y Charlie Chaplin, entre otros.
Regresaron a Londres en el barco RMS Queen Mary el 23 de enero de 1948. Entonces se desplazaron a Sankt Moritz, donde les esperaba el duque de Alba. Luego se acercaron a Viena y Múnich. Finalmente, visitaron en Lausana a Victoria Eugenia de Battenberg. Regresaron a Madrid el 19 de marzo de 1948, instalándose en el número 22 de la calle de la Princesa. El duque de Alba residía en el número 24 de la misma calle.
En octubre de 1948, coincidiendo con el nacimiento del primer hijo del matrimonio, el duque de Alba, que había delegado las labores administrativas de la casa de Alba en su yerno, se centró en la reconstrucción del Palacio de Liria, según planes que había elaborado años antes el arquitecto Edwin Lutyens.
Luis Martínez de Irujo se implicó de manera activa en mejorar las explotaciones agrarias de la familia y en la preservación del patrimonio histórico de la casa de Alba.
En 1948 Cecil Beaton fotografió a Cayetana con un vestido de Cristóbal Balenciaga para la revista Vogue. El mismo fotógrafo le hizo en otra ocasión una foto en la playa con un sombrero.
El matrimonio, por su parte, viajaba en invierno a Sankt Moritz, en abril acudían siempre a la Feria de Sevilla, en verano unas veces iban a Zarauz y otras a San Sebastián y el otoño solían pasarlo en el Palacio de Monterrey de Salamanca.
En marzo de 1950 el papa Pío XII recibió a la pareja en audiencia privada en el Vaticano. Tras esto ambos emprendieron, acompañados por el duque de Alba, un viaje en el crucero Independent por Italia, Yugoslavia, Grecia, Turquía e Israel.
En diciembre de 1953 el duque de Alba, enfermo de cáncer de pulmón, viajó a Lausana para visitar a Victoria Eugenia de Battenberg. En ese momento su estado empeoró y tuvo que ser ingresado en una clínica suiza. Cayetana fue avisada por teléfono el 23 de diciembre y fue a verle con su marido, pudiendo darle el último adiós. El duque de Alba falleció el 24 de diciembre de ese año. El ataúd con su cuerpo fue repatriado y enterrado en el panteón familiar de Loeches.

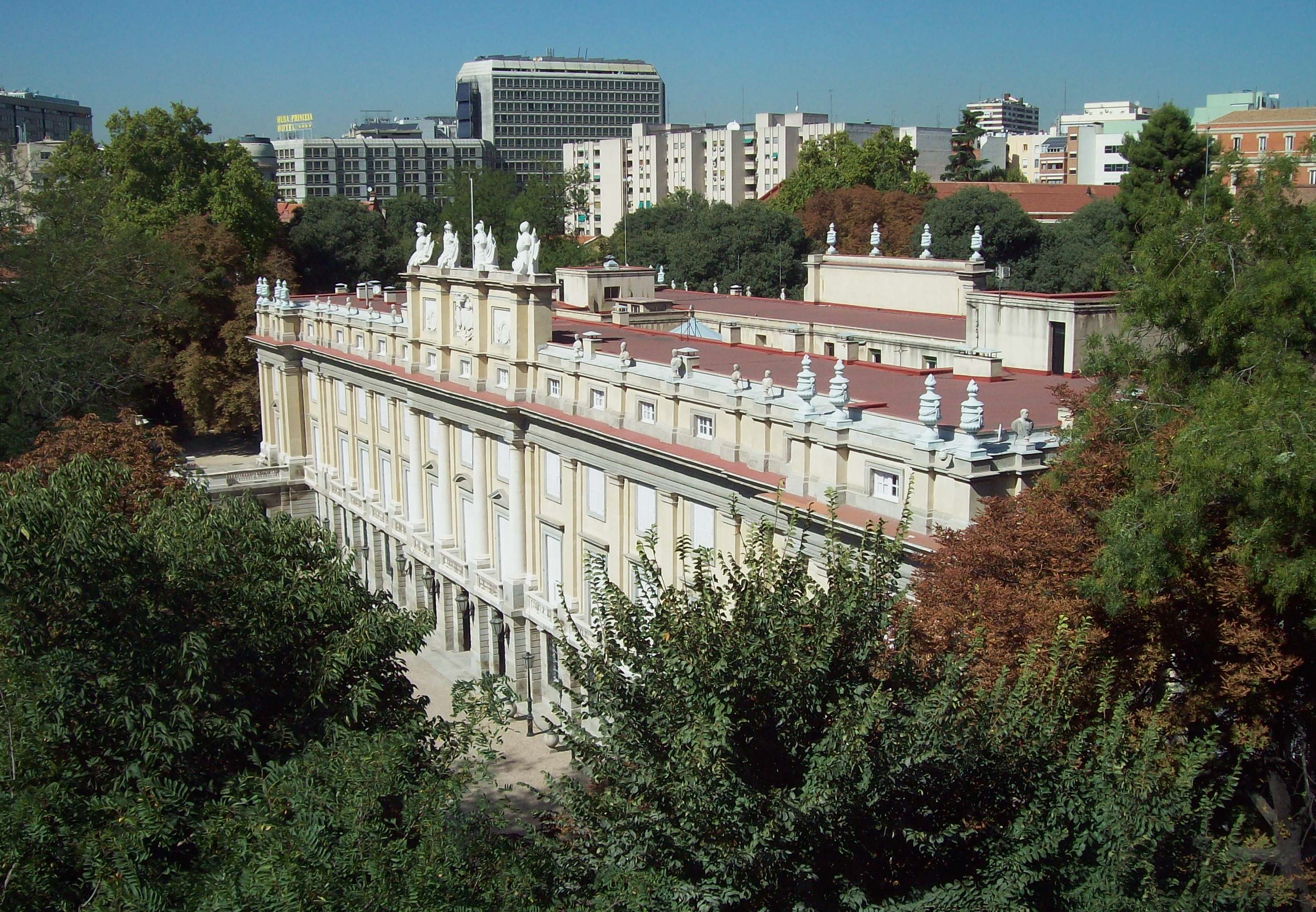
Palacio de Liria en Madrid.

En junio de 1956 Cayetana, ya duquesa de Alba, y su marido se trasladaron a vivir al reconstruido Palacio de Liria de Madrid. La inauguración oficial del palacio tuvo lugar en 1957, en una fiesta con numerosos aristócratas, coincidiendo con la puesta de largo de una sobrina de Luis, Isabel Hoyos. La fiesta contó con la actuación de un grupo flamenco a cargo de Pastora Imperio.
La duquesa era amante del flamenco y aprendió a bailar por bulerías con Pastora Imperio y Enrique el Cojo.
La duquesa también apreció la música clásica. En la sala de música del Palacio de Liria actuaron Arthur Rubinstein, Montserrat Caballé y Alfredo Kraus. El pianista Cristóbal Halffter tocó muchas veces en el piano de la marca Steinway & Sons del Palacio de Liria y compuso Misa ducal para la comunión del primogénito de la duquesa, Carlos. Cayetana financió la carrera del director de orquesta Jesús López Cobos.
En junio de 1957 Cayetana y Luis invitaron al príncipe Juan Carlos de Borbón a pasar unos días en el Palacio de Liria. Entre Cayetana y Juan Carlos se entabló una amistad que perduró en el tiempo.
En 1959 Cayetana y Luis presidieron el baile anual de la Fundación Chrysler en el hotel Waldorf Astoria de Nueva York. En el evento la duquesa conoció a Alí Khan, que intentó, sin éxito, mantener una relación con ella.
En abril de 1959 se celebró en el Palacio de Liria un desfile de moda de la marca Christian Dior. El evento contó con la presencia del entonces diseñador de la firma, Yves Saint Laurent. Lo recaudado con las entradas, que fue un millón de pesetas, se dedicó a la escuela salesiana de la calle Francos Rodríguez de Madrid.
En 1959 Richard Avedon la fotografió para la revista Harper's Bazaar.
En febrero de 1960 tuvo lugar un terremoto en Agadir. Para ayudar a las víctimas, Cayetana, que era amante de la práctica de la pintura y coleccionista de arte, subastó un cuadro pintado por ella, que se vendió por 23 000 pesetas, y un aguafuerte de Picasso, que se vendió por 660 000 pesetas.
En 1960 Cayetana y Luis asistieron a la boda del rey Balduino de Bélgica con Fabiola de Mora y Aragón.
La película El Cid, de 1961, se rodó en España. Sus protagonistas, Charlton Heston y Sofía Loren, acudieron al Palacio de Liria.
También fue amiga de Lola Flores, con la que acudió a fiestas flamencas. En 1961 acudió al bautismo del único hijo de Lola, Antonio.
En 1961 hubo unas inundaciones en Sevilla y, en la Operación Clavel, la duquesa logró recaudar 10 millones de pesetas para los afectados.
En 1962 la duquesa de Alba fue a la boda de Juan Carlos de Borbón y Sofía de Grecia en Atenas.
En 1962 fue fotografiada por Henry Clarke llevando un vestido de Elio Berhanyer para la revista Vogue.
En 1963 Cayetana y Luis construyeron su casa de Las Cañas en Marbella para veranear. En este municipio malagueño también pasaban temporadas sus amigos Hohenlohe, los Rotchild, Carmen Franco, Pitita Ridruejo o Alfonso de Borbón.
La película La caída del Imperio romano, de 1964, también se rodó en España. Sofía Loren, Alec Guinness y James Mason acudieron durante el rodaje al Palacio de Liria.
Claudia Cardinale y la duquesa de Alba se encontraron en el estreno en Madrid de la película El fabuloso mundo del circo, de 1964.
En 1965 el rey Constantino II de Grecia y su esposa Ana María de Dinamarca estuvieron también con la duquesa en el Palacio de Liria.

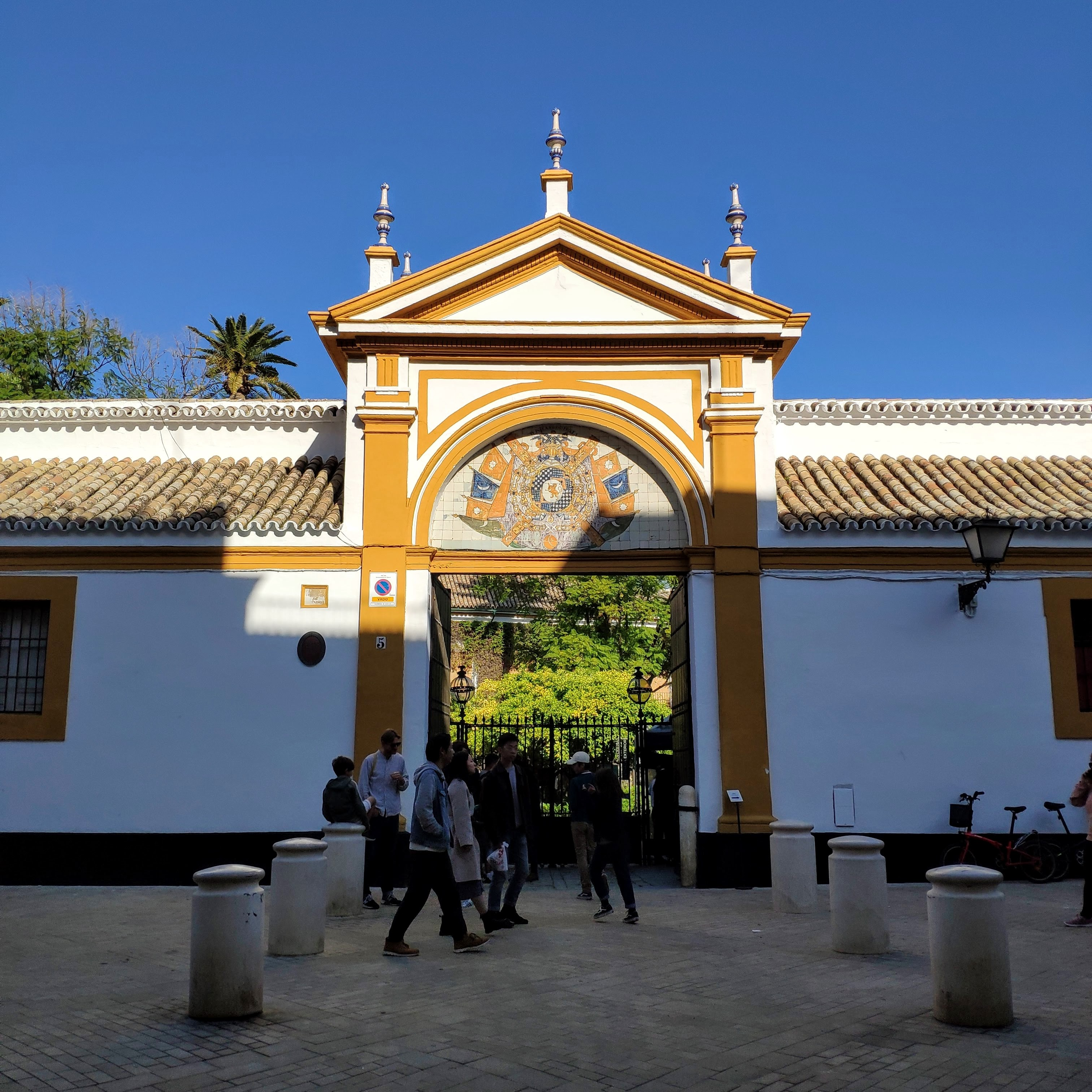
El Palacio de las Dueñas en Sevilla.

En la década de 1960 la Casa de Pilatos de Sevilla, coincidiendo con la Feria de Abril, acogía bailes con celebridades benéficos para la Cruz Roja. En el baile de 1965, día de las puestas de largo de Geraldine Chaplin y Marisol, la duquesa de Alba coincidió con Audrey Hepburn y su esposo Mel Ferrer. En el baile de 1966 estuvieron Jackie Kennedy y el príncipe Raniero III de Mónaco con su esposa, Grace Kelly, que visitaron también el Palacio de las Dueñas de Sevilla. Jackie pintó entonces una acuarela que se conserva en el Salón Imperio del palacio.
Cayetana declaró que el pintor Pablo Picasso quiso pintarla desnuda, pero su marido Luis se opuso y ella decidió no aceptar.
En 1968 Victoria Eugenia de Battenberg vino a España para ser la madrina de bautismo de Felipe de Borbón. Durante esta estancia, Victoria Eugenia se alojó en el Palacio de Liria. La duquesa de Alba aprovechó para organizar diversos actos sociales en su honor, a los que acudieron el príncipe Juan Carlos de Borbón, Irene de Grecia y Alfonso de Borbón y Dampierre.
En 1969 Luis fue diagnosticado con leucemia. Entonces fue tratado por el médico Emil J. Freireich en el Center Pavillion Hospital de Houston. Murió en esta ciudad el 6 de septiembre de 1972. En ataúd con sus restos fue trasladado a Madrid en un avión donde iba la duquesa de Alba. Cayetana fue recibida en el aeropuerto de Barajas por el vicepresidente Luis Carrero Blanco y dos ministros. La capilla ardiente se instaló en el Palacio de Liria. Se trasladó el cuerpo al panteón familiar de Loeches, donde se dijo una misa en la que también estuvieron Carrero Blanco, el presidente de las Cortes y varios ministros. Tanto en Madrid como en Loeches hubo miles de personas en las calles para ver pasar los cortejos fúnebres.
El que había llevado la administración de la casa de Alba fue Luis. Tras esto, Cayetana, sus hijos Carlos y Alfonso y un administrador se dedicaron a esta labor.
Desde los años 70 la duquesa de Alba pasó algunos veranos en su palacio de S'Aufabaguera del municipio de San Antonio Abad, en la isla de Ibiza.

#### Descendencia
Del primer matrimonio nacieron los seis hijos de Cayetana.
- Carlos Fitz-James Stuart y Martínez de Irujo (Madrid, 2 de octubre de 1948), xiv duque de Huéscar (a partir del 23 de abril de 1954) y desde el 16 de junio de 2015 xix duque de Alba, es el encargado de la administración de la Casa y patrono de la Fundación Casa de Alba.[100] Contrajo matrimonio el 18 de junio de 1988 en Sevilla con Matilde Solís-Beaumont y Martínez-Campos. Este matrimonio fue declarado nulo en 2004.
- Alfonso Martínez de Irujo y Fitz-James Stuart (Madrid, 23 de enero de 1950),[69] xix duque de Híjar (a partir del 6 de abril de 2013).[101]
- Jacobo Fitz-James Stuart y Martínez de Irujo (Madrid, 15 de julio de 1954), xxiv conde de Siruela (a partir del 9 de junio de 1982). Cursó Filosofía y Letras pero dejó la universidad. Es un editor literario fundador de las editoriales Siruela y Atalanta.[102]

En 1996 Jacobo vendió un 45 % de las acciones de esta editorial al Grupo Anaya, y en 2000 el 55 % restante a la sociedad familiar, relacionada con Anaya, aunque siguió dirigiendo y trabajando en la editorial. En 2003 Siruela fue galardonada en la I Edición de los Premios Daniel Gil de Diseño Editorial por toda su trayectoria profesional, y otros varios premios.
- Fernando Martínez de Irujo y Fitz-James Stuart (Madrid, 11 de julio de 1959), xii marqués de San Vicente del Barco (a partir del 26 de enero de 1994). Estudió Derecho en el CEU San Pablo, dependiente entonces de la Universidad Complutense de Madrid. Trabaja para el Grupo Santander por las mañanas y por las tardes, se encarga de la gestión de la fundación del Patrimonio de la Casa de Alba. Permanece soltero y sin hijos.
- Cayetano Martínez de Irujo y Fitz-James Stuart (Madrid, 4 de abril de 1963), iv duque de Arjona (a partir del 15 de mayo de 2013). Casado el 15 de octubre de 2005 en Sevilla con la joven modelo mexicana Genoveva Casanova González (México, 30 de noviembre de 1976), con quien tuvo unos mellizos
- Eugenia Martínez de Irujo y Fitz-James Stuart (Madrid, 26 de noviembre de 1968), xiii duquesa de Montoro (a partir del 24 de noviembre de 1994). Casada el 23 de octubre de 1998 en Sevilla con el torero Francisco Rivera Ordóñez, del que se divorció en 2002. Casada en segundas nupcias en Las Vegas el 17 de noviembre de 2017 con Narcís Rebollo Melció, presidente de Universal Music España y Portugal.

### Segundo matrimonio, con Jesús Aguirre
Tras quedarse viuda, la duquesa de Alba tuvo muchos pretendientes. Uno de ellos fue el actor Stewart Granger.
En 1975 la duquesa de Alba fue al Hospital de la Paz de Madrid para interesarse por el estado de salud de Franco. Luego, asistió a diversos actos de exequias del dictador. El 22 de noviembre de ese año estuvo en la proclamación como rey de Juan Carlos I en el Palacio de las Cortes.
La duquesa de Alba conoció a Jesús Aguirre y Ortiz de Zárate (1934-2001). Este era hijo ilegítimo de un militar y se había criado con su madre. En la década de 1950 estudió Filosofía y Teología, se doctoró con una tesis sobre Guillermo de Ockham y se hizo sacerdote. Tuvo contactos con el Frente de Liberación Popular, al que pertenecía Pío Cabanillas. En 1969 abandonó el sacerdocio y fue directivo la editorial Taurus. En el consejo administrativo de esta editorial estuvo Luis Martínez de Irujo. En 1977 el ministro de Cultura, Pío Cabanillas, nombró a Jesús director general de Música y Danza.
En 1978 la duquesa de Alba y Jesús se prometieron. El 15 de marzo de ese año la pareja fue recibida por los reyes en el Palacio de la Zarzuela. El 16 de marzo se casaron en una boda íntima, solo con la familia cercana de la novia y la madre del novio, en la capilla del Palacio de Liria. Jesús era entonces consejero del Grupo Prisa, al que pertenecía el periódico El País, y este medio fue el único que tuvo acceso a la ceremonia. Entre los pocos fotógrafos de la boda estuvo Juan Gyenes.
Jesús pasó a ser presidente de la Fundación Casa de Alba.
En 1978 el matrimonio acudió a una cena con Balduino de Bélgica y Fabiola de Mora y Aragón, que visitaron España.
El 11 de junio de 1979 la duquesa de Alba y Jesús pactaron añadir la separación de bienes al matrimonio.
En 1980 el bailarín Antonio Ruiz Soler declaró que Cayetana había sido el gran amor de su vida. En 1983 Antonio Ruiz fue cesado de su cargo de director del Ballet Nacional por Jesús Aguirre. En 1984 Antonio Ruiz, pese a ser conocida su homosexualidad, publicó un libro de memorias donde decía que había mantenido relaciones con una tal María Teresa. En una entrevista, dijo que María Teresa era Cayetana y que había tenido un hijo con ella llamado Fernando. Estas declaraciones generaron una gran repulsa social hacia Antonio Ruiz, tanto de sus amigos como de los de la duquesa de Alba.
En mayo de 1983 la duquesa de Alba y su marido asistieron a la boda del torero Paquirri con la cantante Isabel Pantoja en la Iglesia de Jesús del Gran Poder de Sevilla.

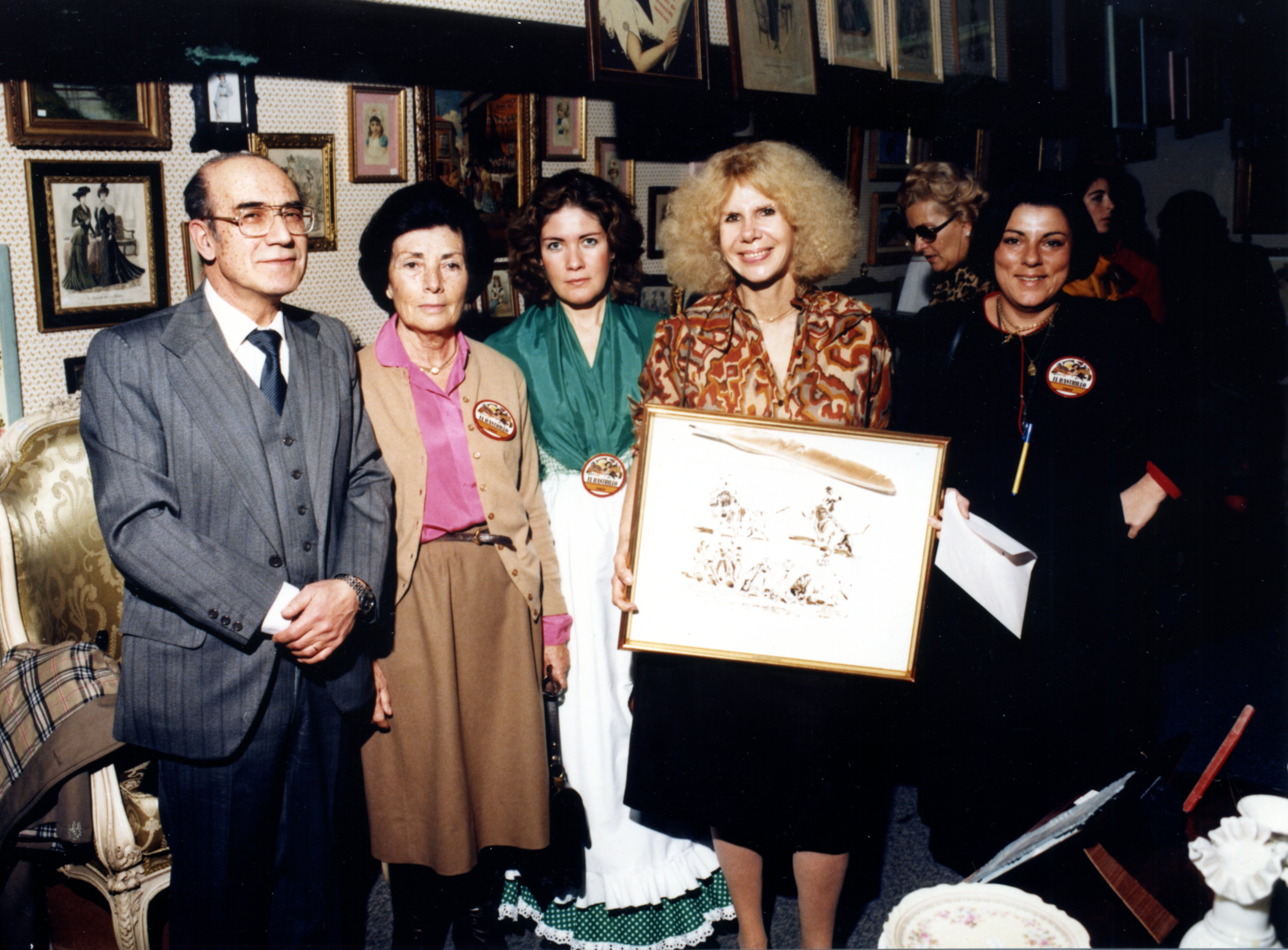
Cayetana de Alba con Francisco Puertas en «El Rastrillo» (Madrid, 1985). Cuadro del pintor adquirido en subasta por la duquesa, representando la cogida mortal del torero Francisco Rivera «Paquirri».

En 1985 la duquesa de Alba acompañó a la reina Beatriz de los Países Bajos a ver la tumba del rey Felipe II en el Monasterio de San Lorenzo de El Escorial.
En 1985 se celebró en Madrid un rastrillo benéfico en favor de la organización Nuevo Futuro, que trabaja con niños desamparados. La duquesa de Alba asistió a este rastrillo junto con otros personajes públicos, como Margarita Gómez-Acebo y el actor Cantinflas. Desde 1986 el rastrillo se ha celebrado todos los años en Sevilla y la duquesa de Alba continuó asistiendo. En 1994 era ya presidenta de honor de este evento.
En agosto de 1987 Cayetana fue nombrada Lady España en un acto en El Puerto de Santa María. Sucedió en este puesto a Tita Cervera.
También en 1987 se hizo público un plan de la banda terrorista ETA para secuestrar a Cayetana, pedir un rescate por ella de dos mil millones de pesetas y, de no recibirlo, asesinarla.
En 1988 la reina Isabel II de Inglaterra estuvo en España. Jesús Aguirre llamó al alcalde de Madrid, Juan Barranco, para que él y su esposa pudieran estar en el acto de entrega de las llaves de la ciudad a la reina británica. La duquesa de Alba estuvo finalmente en el acto con su marido y luego invitaron a Barranco al Palacio de Liria a cenar para agradecérselo. La duquesa también estuvo con Isabel II en una cena de gala organizada por el rey Juan Carlos en el Palacio Real de Madrid.
En la década de 1990 la duquesa de Alba financió la rehabilitación integral de una iglesia sevillana del siglo XIX para que fuese la sede de la Hermandad de los Gitanos. Las obras terminaron en 1999.
La duquesa de Alba fue nombrada en 1997 presidenta de honor de la Asociación Española de Esclerosis Múltiple por su compromiso con esta causa.
El 22 de marzo de 1998 el Ayuntamiento de Sevilla puso el nombre de "Duquesa Cayetana de Alba" a una plaza que hay junto al Puente de la Barqueta de esa ciudad. También hay una plaza "Duquesa de Alba" en Loeches.
Jesús y Cayetana terminaron por distanciarse en la década de 1990. Jesús entró en un estado de depresión. En 1996 Jesús fue cesado como vocal de la Junta de Accionistas del Grupo Prisa por no asistir a las reuniones. Por estos tiempos, Jesús vivía en Madrid y Cayetana en Sevilla. Jesús murió en mayo de 2001 de una embolia pulmonar provocada por un cáncer de faringe, acompañado solo por su mayordomo.
Jesús Aguirre fue enterrado en el panteón familiar de Loeches y, a pesar del distanciamiento, Cayetana quedó muy decaída tras esta pérdida.

### Viudez

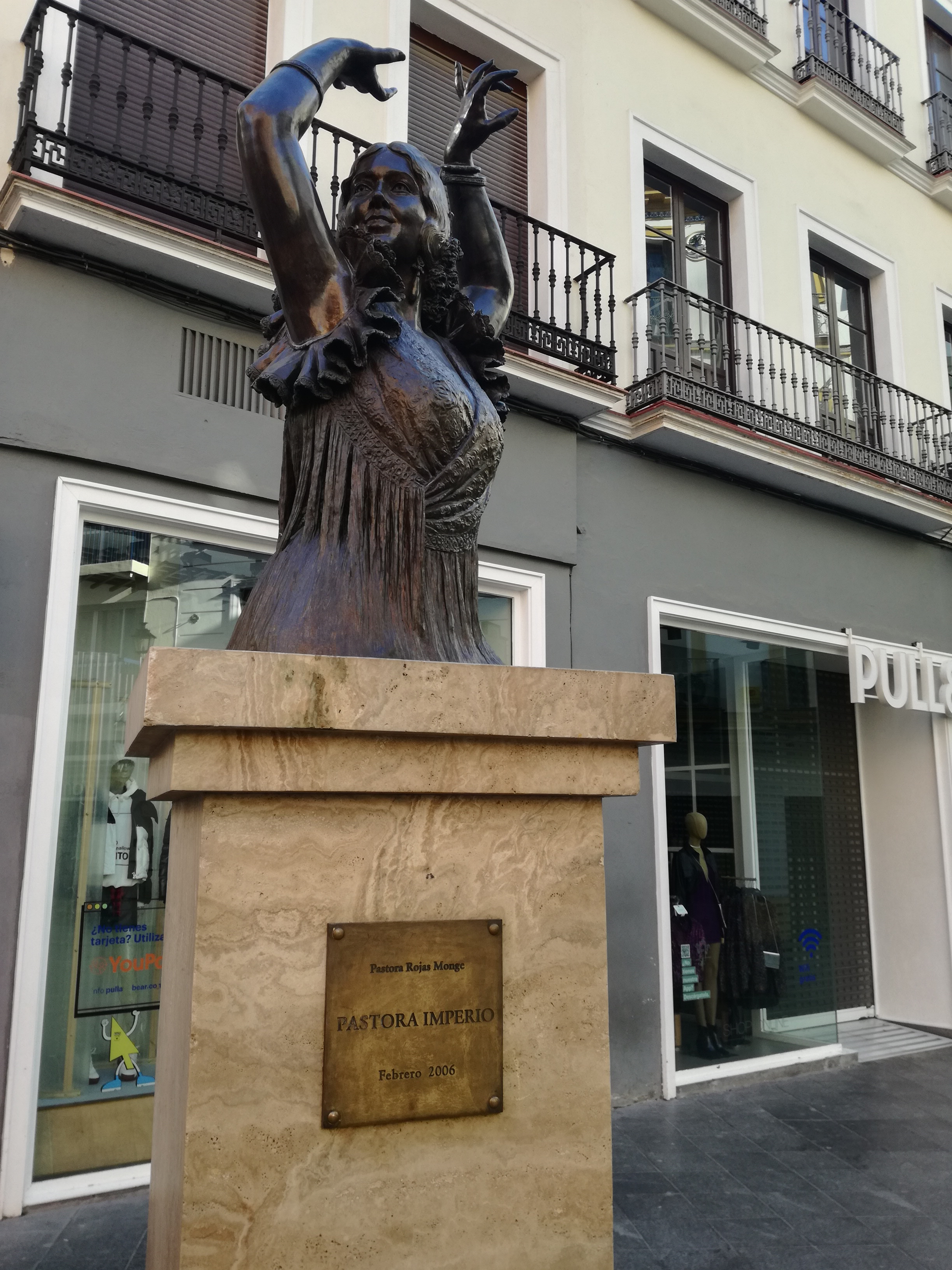
Monumento a Pastora Imperio, en el cruce entre las calles Velázquez y O'Donnell de Sevilla.

El 29 de octubre de 2001 la Hermandad de los Gitanos de Sevilla le otorgó a la duquesa de Alba una medalla de oro por su contribución a la institución, en una ceremonia presidida por el arzobispo Carlos Amigo.
Cayetana promovió y financió un monumento en el centro de Sevilla a la bailaora Pastora Imperio que, según ella misma declaró, le enseñó a amar el flamenco. Fue inaugurado el 13 de febrero de 2006 por ella y el alcalde Alfredo Sánchez Monteseirín.

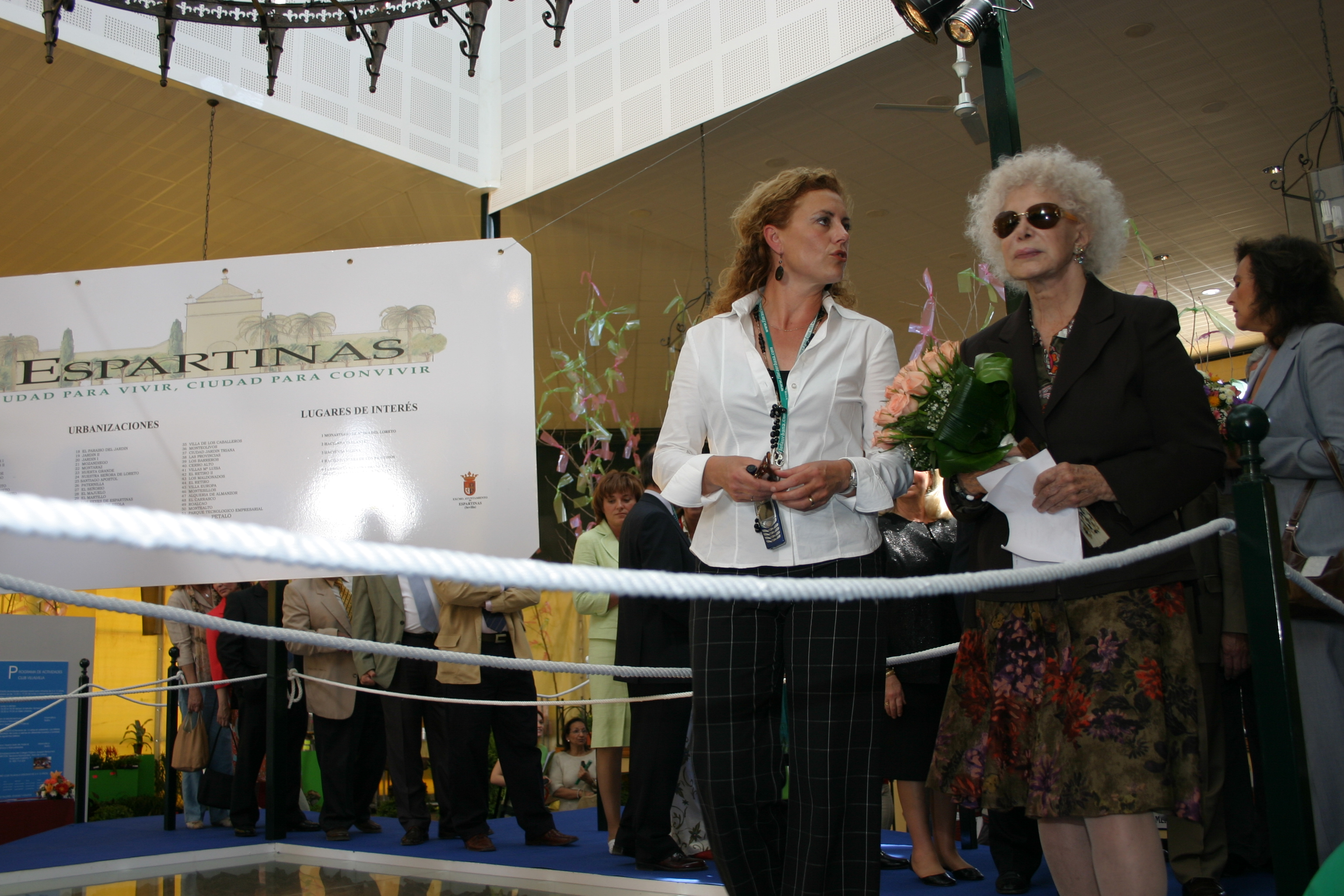
La duquesa de Alba en la Feria Nacional de Jardinería de Espartinas, año 2005.

Fue nombrada «Hija Predilecta de Andalucía» el día 28 de febrero de 2006 por el presidente de la Junta de Andalucía, Manuel Chaves, y su gobierno. El cantaor Pepe Suero, premiado aquel día con la Medalla de Andalucía, criticó el galardón a la duquesa de Alba diciendo que representaba actitudes superfluas e insolidarias. El Sindicato de Obreros del Campo (SOC), que se oponía a ella por su condición de «terrateniente», organizó una manifestación a las puertas del Teatro de la Maestranza de Sevilla, donde eran entregadas las distinciones. La manifestación fue disuelta por la Policía Nacional, con un saldo de catorce heridos, mientras que Cayetana declaraba posteriormente a la prensa que «unos cuantos locos me dan igual» y «todos los que estaban allí son unos delincuentes». El SOC se querelló en el Juzgado de Instrucción 8 de Sevilla el 15 de mayo de 2006, tribunal que decidió absolver a Cayetana, debido a que no constituye delito las ofensas a una «persona jurídica», como es el SOC. El sindicato presentó un recurso de apelación que la Audiencia Provincial de Sevilla estimó parcialmente, a pesar de que Cayetana alegara un «episodio esporádico de desorientación temporo-espacial y pérdida de memoria» para justificar sus declaraciones. Finalmente, fue condenada a pagar una multa de 20 días a razón de 300 euros diarios, es decir 6000 euros, por una falta de injurias.
La casa de Alba posee tierras en El Carpio desde el siglo XVI. Cayetana solía visitar la Hacienda de Buena Vista del municipio. En 2007 cedió dos edificios de la hacienda para uso público.
En 2007 fue operada en el Hospital Sagrado Corazón de Sevilla de una lesión de columna que le dificultaba mover las piernas.

### Tercer matrimonio, con Alfonso Díez
En 2008 la duquesa de Alba empezó a salir con Alfonso Díez Carabantes. Este, nacido en Palencia el 15 de noviembre de 1950, es uno de los doce hijos de José Díez, un conocido militar en Palencia, y de su esposa, perteneciente a una familia de médicos. Alfonso ejercía de funcionario del Ministerio de Trabajo. Era hermano de Pedro Díez, un anticuario al que Cayetana compraba objetos, y también había sido amigo de Jesús Aguirre.
En noviembre de 2008 la revista satírica El Jueves colocó un dibujo de Cayetana semidesnuda en la portada, rodeada de billetes de 500 euros con la frase "Braguetazo Grande de España", refiriéndose a su relación con Alfonso. La duquesa de Alba pidió a los tribunales el secuestro de la revista.
En 2009 Cayetana cedió temporalmente 40 obras de arte, de entre los siglos XVI y XX, para la exposición «Colección Casa de Alba» que tuvo lugar en el Museo de Bellas Artes de Sevilla, con gran éxito de público.
También en 2009 la duquesa de Alba comenzó a sufrir hidrocefalia, por lo que le fue implantada en marzo una válvula cerebral en el Hospital Sagrado Corazón de Sevilla.
En enero de 2010 Cayetana y Alfonso viajaron juntos a París y luego estuvieron el El Cairo e hicieron un crucero por el Nilo.
En junio de 2010 Cayetana posó junto a Tom Cruise y Cameron Díaz en el estreno de la película Knight & Day, que tuvo lugar en el Teatro Lope de Vega de Sevilla.
La bailaora Cecilia Gómez hizo un espectáculo inspirado en la duquesa de Alba llamado Cayetana, su pasión, que se representó entre 2010 y 2011 en teatros de Valladolid, Madrid, Barcelona y Sevilla.
En febrero de 2011 Cayetana e Isabel Preysler estuvieron en un acto de la fundación del príncipe Carlos de Gales en el Palacio de Buckingham de Londres.

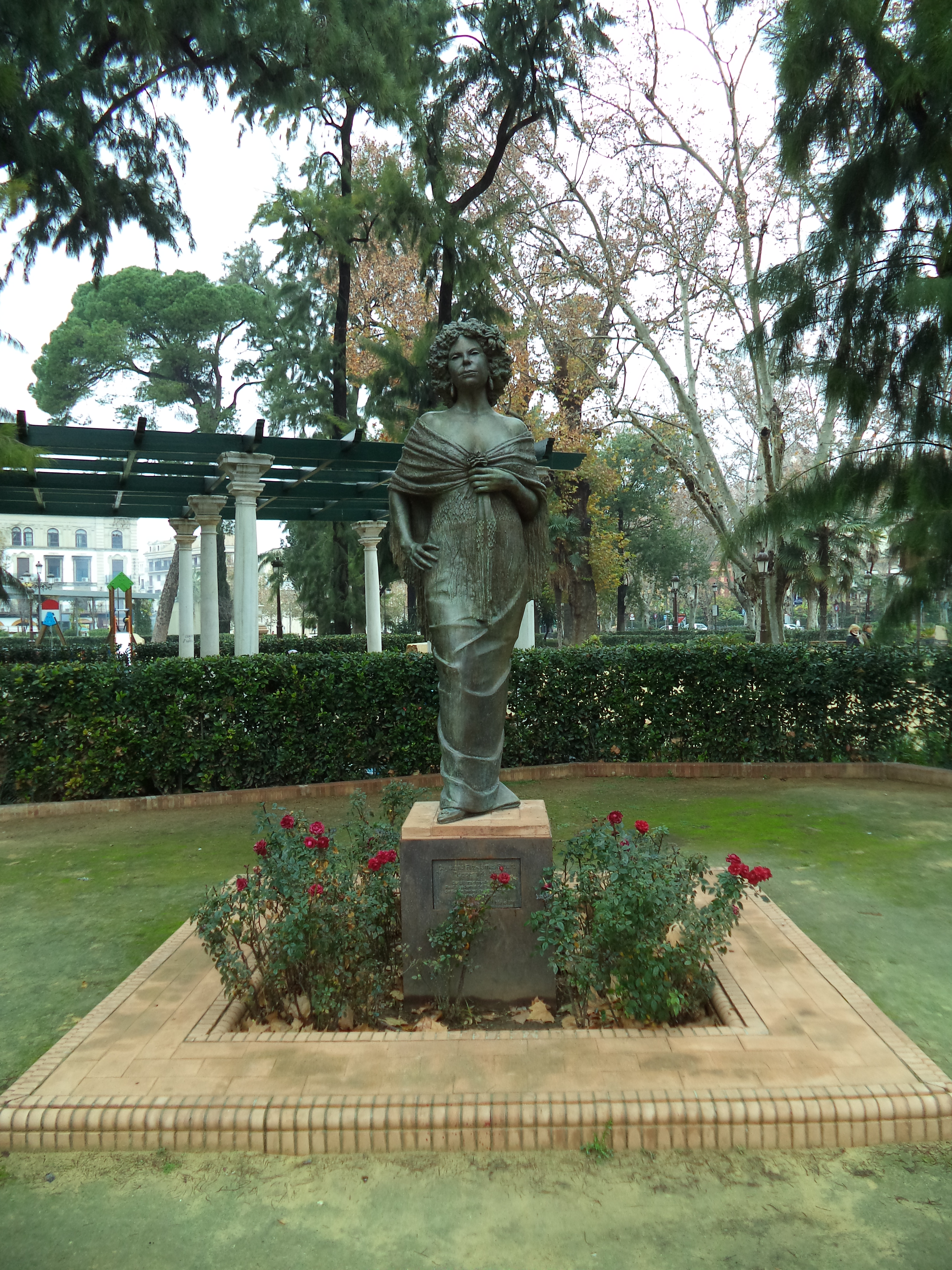
Estatua de la duquesa de Alba en los Jardines de Cristina de Sevilla.

En mayo de 2011 el alcalde de Sevilla, Alfredo Sánchez Monteseirín, y la duquesa de Alba inauguraron una estatua dedicada a ella en los Jardines de Cristina de Sevilla. El monumento fue una donación del escultor Sebastián Santos Calero.
En agosto de 2011, la duquesa y Alfonso anunciaron mediante un comunicado que contraerían matrimonio a principios del mes de octubre en el Palacio de las Dueñas, y que los padrinos del enlace serían su primogénito Carlos, duque de Huéscar, y Carmen Tello y Barbadillo, exmarquesa de Valencina y amiga de Cayetana.
Un artículo de la revista Time puso el foco en beneficio económico para Alfonso y en que los hijos eran reacios al matrimonio porque pensaban que podría separarles de la herencia. Otro artículo de la misma revista lo definió como un escándalo por la diferencia de edad y de estatus entre los cónyuges.
Diversas fuentes apuntaban a que el enlace pudiera producirse en el día de su onomástica, el 7 de octubre (Ntra. Sra. del Rosario). Finalmente, se dio a conocer que tendría lugar el 5 de octubre de 2011 a la una de la tarde.
Dos días antes de su tercera boda, la revista Interviú publicó 18 fotos de Cayetana que habían sido tomadas en 1982 en una playa de Ibiza cuando no llevaba la parte superior del bikini.
La pareja contrajo matrimonio en la capilla del Palacio de las Dueñas. La ceremonia fue oficiada por el sacerdote Ignacio Jiménez Sánchez-Dalp. La duquesa llevaba un vestido de los diseñadores Victorio y Lucchino. Una gran multitud de vecinos y periodistas se congregó a las puertas del palacio y la duquesa salió y se puso a bailar. Fue una boda íntima, con solo unos cuarenta invitados. No asistieron sus hijos Jacobo y Eugenia.
Después de la boda, el matrimonio se retiró a pasar la noche en El Carpio.
En diciembre de 2011 la duquesa de Alba estuvo con su marido en un cine de la Gran Vía de Madrid, donde volvió a posar con Tom Cruise en el estreno de Misión imposible: protocolo fantasma.
También en diciembre de 2011 estuvo en Toledo inaugurando un nuevo centro con su nombre para el tratamiento de las enfermedades neurodegenerativas.
En junio de 2012 fue nombrada embajadora de la Red Iberoamericana de Ciudades Taurinas en un acto en la plaza de toros de El Puerto de Santa María.
El diario inglés Daily Express especuló en 2014 que, si Escocia se hubiese independizado tras su referéndum y reinstaurado su monarquía, podrían haber nombrado reina a la duquesa de Alba por ser de los Estuardo.

### Serie de televisión
A mediados de abril de 2010, la cadena española Telecinco emitió el biopic La Duquesa, un repaso por la vida de Cayetana de Alba en dos episodios que abarcaba desde su nacimiento hasta su segunda boda, con abundantes licencias históricas. La duquesa de niña fue interpretada por Carmen Sánchez Lozano, de joven por Irene Visedo y, en su madurez, por Adriana Ozores.
En 2011 se estrenó una continuación de la serie, de dos capítulos más, narrando la etapa de su matrimonio con Jesús Aguirre. Fue rodada en estancias de los palacios de Liria y de las Dueñas.

### Herencia
El 4 de julio de 2011, la duquesa de Alba adelantó el reparto de su herencia personal, valorada en 1000 millones de euros, entre sus seis hijos. Forbes cuantificó su fortuna —gran beneficiada como mayor terrateniente de Andalucía de las subvenciones agrícolas provenientes de fondos europeos de la Política Agraria Común— en 2800 millones de euros.
Por medio de una donación escriturada ante un notario de Madrid, sus hijos, que se han mostrado conformes y agradecidos con esta decisión, han recibido 110 millones de euros cada uno y han pasado a ser los titulares registrales de sus bienes.
Carlos, XIV duque de Huéscar, como primogénito y futuro duque de Alba, además de la mayoría de los títulos nobiliarios y grandezas, recibió el enorme legado artístico atado a la Fundación Casa de Alba, valorado en más de 2000 millones de euros, y los palacios de Liria, Monterrey y de las Dueñas, aunque este último está ya a nombre de su primogénito, Fernando (n. 1990), como futuro heredero de la casa de Alba. Hay que precisar que las citadas casas y colecciones, de acuerdo a la legislación sobre fundaciones, no pueden venderse y han de mantenerse unidas.
Alfonso, XVIII duque de Aliaga, el segundo hijo de Cayetana de Alba, recibió los títulos nobiliarios de XVIII duque de Híjar, XVIII marqués de Orani, XIII marqués de Almenara, XVIII conde de Aranda, XXVI conde de Ribadeo, XVII conde de Guimerá y XIX conde de Palma del Río, la gestión de las diversas inversiones empresariales de Cayetana de Alba, se hizo cargo de varias posesiones rústicas y del Castillo de El Tejado, en Calzada de Don Diego, Salamanca y fue designado patrono vitalicio de la casa de Alba junto con su hermano mayor.
Jacobo, XXIV conde de Siruela, el tercer hijo de la duquesa de Alba y fundador de Ediciones Siruela, recibió algunas fincas rústicas.
Fernando, XII marqués de San Vicente del Barco y cuarto hijo de Cayetana de Alba, recibió por herencia la mansión «Las Cañas» en Marbella y propiedades agrícolas.
Cayetano, XIII conde de Salvatierra y quinto hijo de la duquesa de Alba, heredó el título de IV duque de Arjona, el Palacio de Arbaizenea, en San Sebastián, y el cortijo Las Arroyuelas, en Carmona.
Eugenia, XII duquesa de Montoro, la sexta y última hija de Cayetana de Alba, recibió en propiedad la finca «S'Aufabaguera» en Ibiza, el cortijo de La Pizana y una finca de 600 hectáreas en Gerena, en Sevilla, regalo de bodas de su enlace matrimonial.
A pesar del reparto, Cayetana siguió gerenciando y administrando el patrimonio de los Alba, como usufructuaria del mismo.

### Memorias
Las memorias de la duquesa, Yo, Cayetana (ISBN 9788467037449), fueron publicadas el 11 de octubre de 2011, una semana después de su boda con Alfonso Díez. Dichas memorias tuvieron su segunda parte el 11 de abril de 2013, con la publicación de Lo que la vida me ha enseñado (ISBN 9788467018837).

### Fallecimiento
En sus últimos días de vida Cayetana Fitz-James Stuart fue internada en la Unidad de Cuidados Intensivos de la Clínica del Sagrado Corazón de Sevilla, tras complicarse la neumonía, derivada de una gastroenteritis que sufría desde días atrás. Sus seis hijos tomaron la decisión de sacarla del sanatorio para que estuviera tranquila en su hogar.
Falleció en la mañana del 20 de noviembre de 2014 a los 88 años en el Palacio de las Dueñas.
En el Ayuntamiento de Sevilla se instaló su capilla ardiente, por la que pasaron casi 80 000 personas.
Su funeral se ofició corpore insepulto en la catedral de Sevilla y contó con la asistencia de su familia: su marido, sus seis hijos y sus nueve nietos. Fue presidido por el arzobispo emérito de Sevilla, el cardenal Carlos Amigo Vallejo y concelebrado por el arzobispo titular, monseñor Juan José Asenjo. El cardenal definió a la fallecida fue citado calificándola de:

noble por herencia y noble, muy noble, de corazón.

Por parte de la Casa Real española asistió la infanta Elena, representando al rey Felipe VI.
El féretro estaba cubierto con la bandera de España y con el tradicional escudo del ducado de Alba de Tormes, heredado de sus ancestros, los Álvarez de Toledo.
Muchas personalidades de España asistieron al funeral: ministro de Defensa, Pedro Morenés; el presidente del Senado, Pío García Escudero; la delegada del Gobierno en Andalucía, Carmen Crespo, la alcaldesa de Madrid, Ana Botella; el alcalde de Sevilla, Juan Ignacio Zoido; el torero Enrique Ponce; la bailaora Cecilia Gómez; Paloma Segrelles; la íntima amiga de la duquesa, Carmen Tello, acompañada de su hijo Fernando Solís, Marqués de la Motilla; y el Duque de Noto, Pedro de Borbón-Dos Sicilias y Orleans, hijo del infante de España Carlos de Borbón-Dos Sicilias y Cristina de Borbón-Dos Sicilias.
La corona de rosas rojas de su viudo, Alfonso Díez Carabantes rezaba:

No sé si te he sabido decir lo que te he querido, lo que te quiero y lo que te querré.

### Sus cenizas
Luego del funeral los restos de la duquesa de Alba fueron incinerados y sus cenizas llevadas al santuario de la Hermandad de los Gitanos, donde están el Cristo de la Salud y la Virgen de las Angustias Coronada. La duquesa había declarado sus memorias de 2011 que quería que sus cenizas reposasen en este templo y no en el panteón familiar situado en el Monasterio de la Inmaculada Concepción de Loeches. Con todo, su hijo Fernando declaró en 2014 que parte de las cenizas serían llevadas al panteón familiar de Loeches.

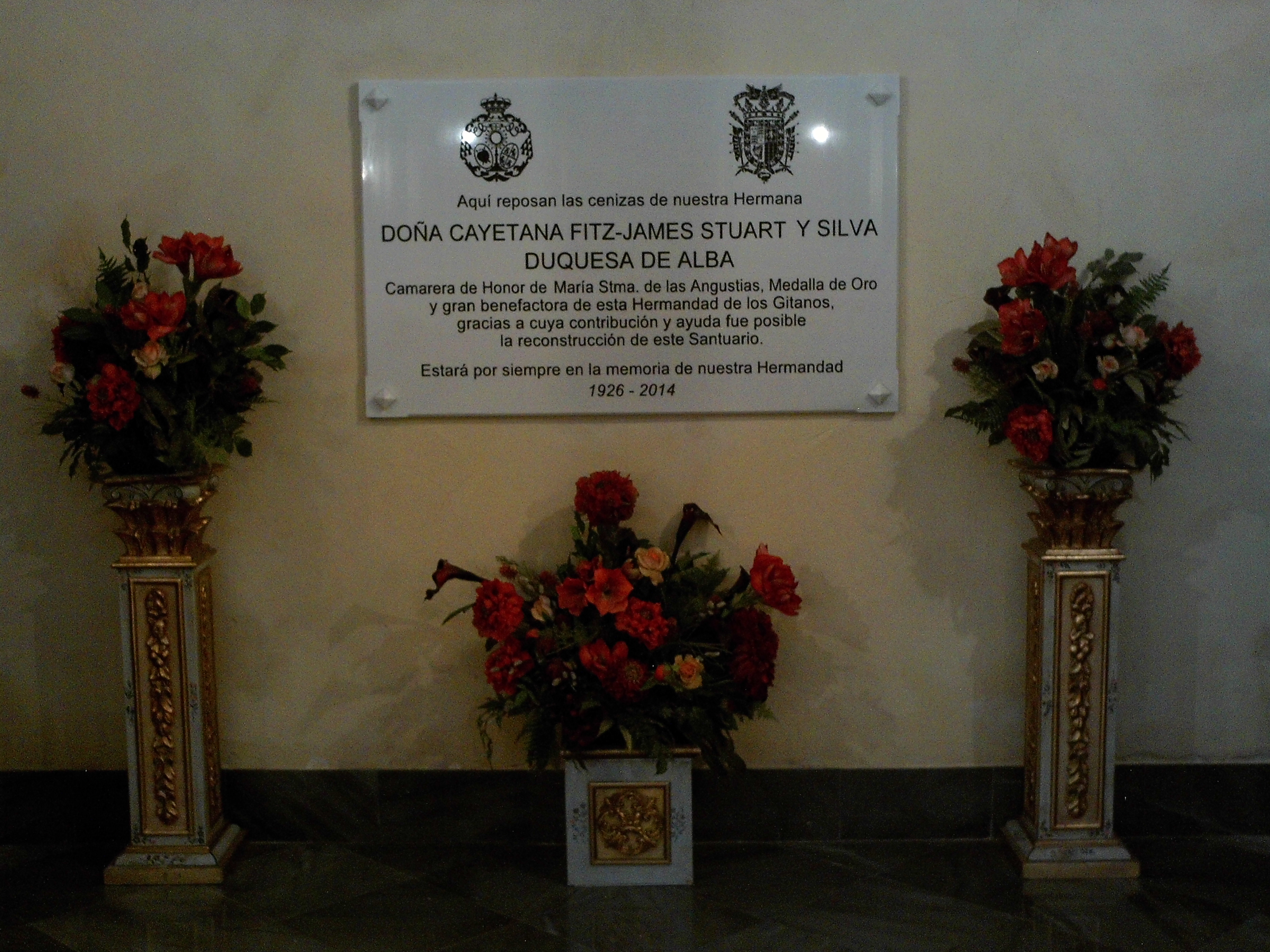
Lápida colocada en 2014.

En 2014 se puso en el Santuario de los Gitanos una lápida lisa provisional que decía:

Aquí reposan las cenizas de nuestra hermana, doña Cayetana Fitz-James Stuart y Silva, duquesa de Alba. Camarera de honor de María Santísima de las Angustias, medalla de oro y gran benefactora de esta Hermandad de los Gitanos, gracias a cuya contribución y ayuda fue posible la reconstrucción de este Santuario. Estará por siempre en la memoria de nuestra hermandad. 1926-2014

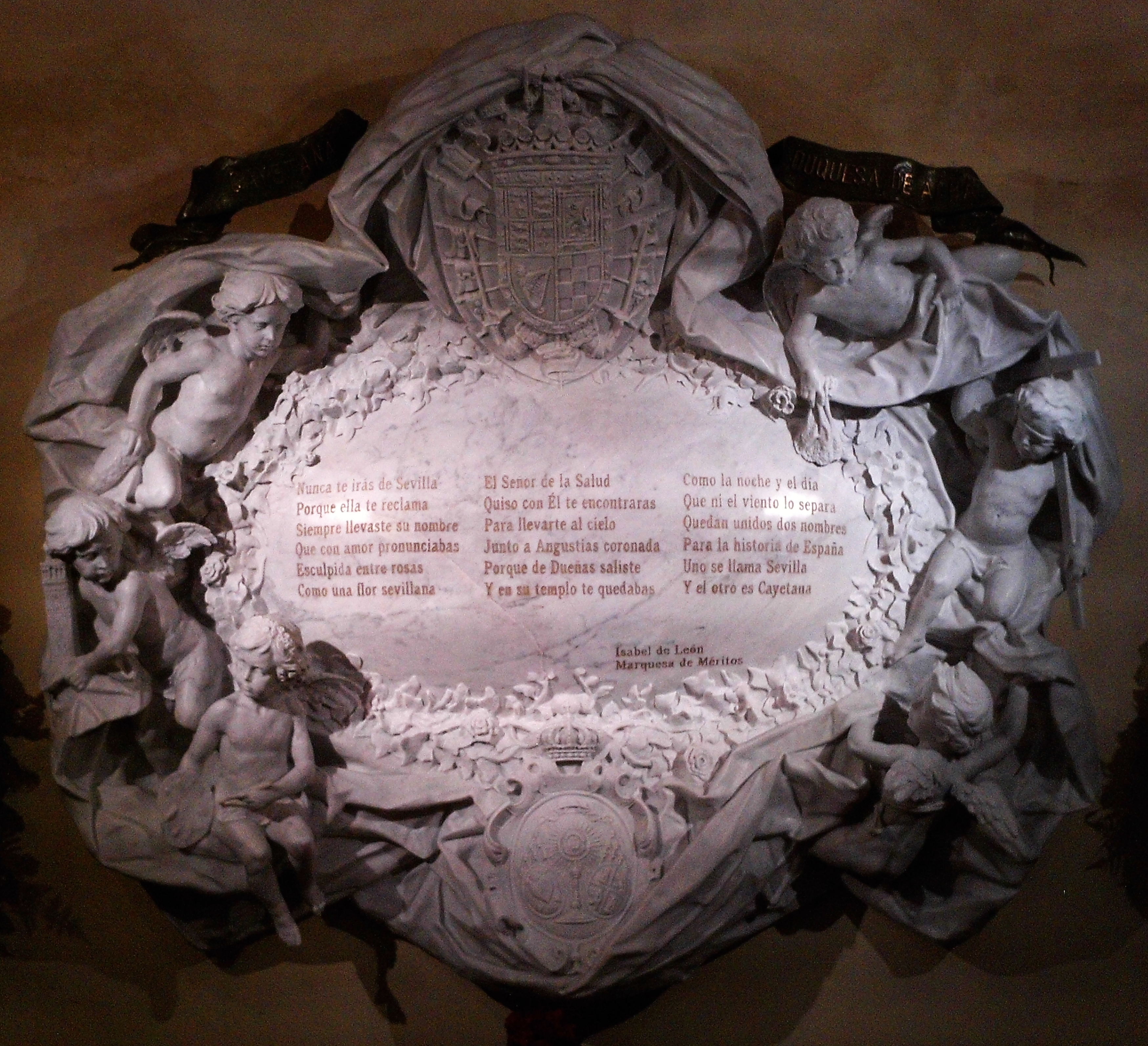
Lápida definitiva de Cayetana Fitz-James Stuart, de 2017, con relieves y el poema de Isabel de León.

Pero en 2017 se cambió la lápida por otra con relieves con el siguiente poema de Isabel de León, marquesa de Méritos:

Nunca te irás de Sevilla

Porque ella te reclama
Siempre llevaste su nombre
Que con amor pronunciabas
Esculpida entre rosas
Como una flor sevillana. El Señor de la Salud
Quiso con Él te encontraras
Para llevarte al cielo
Junto a Angustias Coronada
Porque de Dueñas saliste
Y en su templo te quedabas. Como la noche y el día
Que ni el viento lo separa
Quedan unidos dos nombres
Para la historia de España
Uno se llama Sevilla
Y el otro es Cayetana

## Tratamientos
Dada la gran cantidad de títulos nobiliarios ostentados por Fitz-James Stuart como cabeza de la dinastía (según el libro Guinness de los récords, era la aristócrata con más títulos del mundo después de la Duquesa de Medinaceli), su tratamiento fue estilizado para reflejar solo su título más importante:
| ● 28 de marzo de 1926-11 de enero de 1935:       | Excelentísima señora doña Maria del Rosario Cayetana Fitz-James Stuart y Silva |
| ● 11 de enero de 1935-28 de enero de 1947:       | Excelentísima señora la duquesa de Alba                                        |
| ● 28 de enero de 1947-18 de febrero de 1955:     | Excelentísima señora la duquesa de Montoro                                     |
| ● 18 de febrero de 1955-20 de noviembre de 2014: | Excelentísima señora la duquesa de Alba                                        |

## Títulos nobiliarios
Títulos con grandeza de España
- 7 ducados:
  - xviii duquesa de Alba de Tormes (a partir del 18 de febrero de 1955).[186]
  - xi duquesa de Berwick; Título de origen inglés. (Concedido de acuerdo a la sucesión española. Vea más detalles en Ducado de Berwick) (a partir del 18 de febrero de 1955).[186]
  - xvii duquesa de Huéscar, cedido a su hijo Carlos Fitz-James Stuart y Martínez de Irujo, xviii duque desde el 23 de abril de 1954, y heredero del título de duque de Alba de Tormes.
  - iv duquesa de Arjona (a partir del 18 de febrero de 1955),[186] cedido a su hijo Cayetano Martínez de Irujo y Fitz-James Stuart, v duque desde el 26 de abril de 2013.[187]
  - xvii duquesa de Híjar (a partir del 31 de diciembre de 1957),[186][188] cedido a su hijo Alfonso Martínez de Irujo y Fitz-James Stuart, xviii duque desde el 2 de abril de 2013.[189]
  - xi duquesa de Liria y Jérica (a partir del 18 de febrero de 1955).[186]
  - x duquesa de Montoro, cedido a su hija Eugenia Martínez de Irujo y Fitz-James Stuart, xi duquesa desde el 24 de noviembre de 1994.
- 1 condado-ducado:
  - xiv condesa-duquesa de Olivares (a partir del 18 de febrero de 1955).[186]
- 2 marquesados:
  - xvi marquesa de El Carpio (a partir del 18 de febrero de 1955).[186]
  - xi marquesa de San Vicente del Barco, cedido a su hijo Fernando Martínez de Irujo y Fitz-James Stuart, xii marqués desde el 26 de enero de 1994.[190]
- 9 condados:
  - xvii condesa de Aranda (a partir del 31 de diciembre de 1957),[186] cedido a su hijo Alfonso Martínez de Irujo y Fitz-James Stuart, xviii conde desde el 2 de abril de 2013.[191]
  - xxii condesa de Lemos (a partir del 18 de febrero de 1955).[186]
  - xix condesa de Lerín-condestablesa de Navarra y de Aybar (a partir del 18 de febrero de 1955).[186]
  - xx condesa de Miranda del Castañar (a partir del 18 de febrero de 1955).[186]
  - xvi condesa de Monterrey (a partir del 18 de febrero de 1955).[186]
  - xx condesa de Osorno (a partir del 18 de febrero de 1955).[186]
  - xviii condesa de Palma del Río (a partir del 31 de diciembre de 1957),[186] cedido a su hijo Alfonso Martínez de Irujo y Fitz-James Stuart, xix conde desde el 2 de abril de 2013.[192]
  - xii condesa de Salvatierra, cedido a su hijo Cayetano Martínez de Irujo y Fitz-James Stuart, xiv conde desde el 26 de enero de 1994.
  - xxiii condesa de Siruela, cedido a su hijo Jacobo Fitz-James Stuart y Martínez de Irujo, xxiv conde desde el 9 de junio de 1982.

Títulos sin grandeza de España
- 17 marquesados:
  - xv marquesa de La Algaba (a partir del 18 de febrero de 1955).[186]
  - xviii marquesa de Almenara (a partir del 31 de diciembre de 1957),[186] cedido a su hijo Alfonso Martínez de Irujo y Fitz-James Stuart, xix marqués desde el 2 de abril de 2013.[193]
  - xxi marquesa de Barcarrota (a partir del 18 de febrero de 1955).[186]
  - x marquesa de Castañeda (a partir del 24 de febrero de 1995).[194]
  - xix marquesa de Coria (a partir del 18 de febrero de 1955).[186]
  - xii marquesa de Eliche (a partir del 18 de febrero de 1955).[186]
  - xviii marquesa de Mirallo (a partir del 3 de diciembre de 1986).[186]
  - xx marquesa de la Mota (a partir del 18 de febrero de 1955).[186]
  - xx marquesa de Moya (a partir del 18 de febrero de 1955).[195]
  - xvii marquesa de Orani (a partir del 9 de noviembre de 1991),[188] cedido a su hijo Alfonso Martínez de Irujo y Fitz-James Stuart, xviii marqués desde el 2 de abril de 2013.[196]
  - xi marquesa de Osera (a partir del 18 de febrero de 1955).[195]
  - xvi marquesa de San Leonardo (a partir del 18 de febrero de 1955).[186]
  - xx marquesa de Sarria (a partir del 18 de febrero de 1955).[186]
  - xii marquesa de Tarazona (a partir del 18 de febrero de 1955).[186]
  - xvii marquesa de Valdunquillo (a partir del 25 de septiembre de 1986).[186]
  - xxi marquesa de Villanueva del Fresno (a partir del 18 de febrero de 1955).[186]
  - xvi marquesa de Villanueva del Río (a partir del 18 de febrero de 1955).[186]
- 13 condados:
  - xxi condesa de Villalba (a partir del 18 de febrero de 1955).[186]
  - xxv condesa de San Esteban de Gormaz (a partir del 18 de febrero de 1955).[186]
  - x condesa de Santa Cruz de la Sierra (a partir del 18 de febrero de 1955).[186]
  - xx condesa de Andrade (a partir del 18 de febrero de 1955).[186]
  - xv condesa de Ayala (a partir del 18 de febrero de 1955).[186]
  - xiv condesa de Casarrubios del Monte (a partir del 18 de febrero de 1955).[186]
  - xiv condesa de Fuentes de Valdepero (a partir del 18 de febrero de 1955).[186]
  - x condesa de Fuentidueña (a partir del 18 de febrero de 1955).[186]
  - xvi condesa de Galve (a partir del 18 de febrero de 1955).[186]
  - xvii condesa de Gelves (a partir del 18 de febrero de 1955).[186]
  - xvi condesa de Guimerá (a partir del 6 de septiembre de 2007),[197] cedido a su hijo Alfonso Martínez de Irujo y Fitz-James Stuart, xvii conde desde el 2 de abril de 2013.[198]
  - xxv condesa de Ribadeo (a partir del 31 de diciembre de 1957),[186] cedido a su hijo Alfonso Martínez de Irujo y Fitz-James Stuart, xxvi conde desde el 2 de abril de 2013.[199]
  - xxi condesa de Módica (título de origen siciliano).[200]
- 1 vizcondado:
  - x vizcondesa de la Calzada (a partir del 18 de febrero de 1955).[195]

Dada la gran cantidad de títulos nobiliarios de Cayetana, la periodista Oriana Fallaci llegó a decir incorrectamente que si la duquesa de Alba e Isabel II de Inglaterra coincidiesen ante una puerta, la duquesa tendría preferencia.

## Condecoraciones y títulos honoríficos
Además de poseer los títulos nobiliarios inherentes a la jefatura de la casa de Alba, Cayetana gozó también de otros títulos honoríficos y condecoraciones:
- Títulos honoríficos:
  - Miembro de Mérito de la Real Academia Hispano Americana de Ciencias, Artes y Letras de Cádiz.
  - Miembro de la Hispanic Society of America, de Nueva York.
  - Presidenta de Honor del Aula Taurina del Ilustre Colegio Oficial de Enfermería de Sevilla.
  - Presidenta de Honor de la Asociación de Amigos de la Ópera.
  - Presidenta de Honor del Rastrillo Nuevo Futuro de Sevilla.
  - Alcaldesa Honoraria de Liria (Valencia).
  - Vicepresidenta de Honor del Club Palomar de Santander.
  - Presidenta de Honor de la Asociación Sevillana de Esclerosis múltiple.
  - Presidenta de Honor de la Comisión Ejecutiva Nacional de la Asociación Española de Esclerosis Múltiple (1997).[126]
  - Presidenta de Honor de la Ópera Filarmónica.
  - Hija Adoptiva de Sevilla (1968).
  - Hija Predilecta de Andalucía (2006).
  - Presidenta nacional del Centro Regional de Transfusión de Sangre de la Cruz Roja Española y Vocal de la Asamblea Suprema de la misma.
  - Vicepresidenta segunda del Patronato de Honor de la Escuela de Capataces Forestales.
  - Miembro del Consejo de la Diputación Permanente y Consejo de la Grandeza de España.
  - Académica Numeraria de la Real Academia de Bellas Artes de Santa Isabel de Hungría de Sevilla (1988).[202]
  - Académica Correspondiente en Sevilla de la Real Academia Provincial de Bellas Artes de Cádiz (2002).
  - Mayordoma Mayor de Honor de Santa María de los Ángeles de Granada.[203]
- Condecoraciones:
  - Medalla de Oro de la Ciudad de Madrid. En dos ocasiones (1962 y 2010).
  - Medalla de Oro al Mérito en las Bellas Artes (2009).
  - Orden Civil de la Beneficencia, con categoría de Gran Cruz y distintivo blanco (1962).[204]
  - Gran Cruz de la Orden de Beneficencia (Reino de Grecia) (1962).[205]
  - Gran Cruz de la Orden de Isabel la Católica (1964).[206]
  - Gran Placa de Honor y Mérito de la Cruz Roja Española.[207]
  - Gran Cruz de la Orden de Alfonso X el Sabio (2001).[208]
  - Banda de la Orden Civil del Mérito Agrícola (1974).[209]
  - Medalla de Honor de la Real Academia de Bellas Artes de San Fernando (1982).[210]
  - Dama gran cruz de justicia de la Sagrada Orden Militar Constantiniana de San Jorge (1961).[211]
  - Medalla de Oro de La Línea de la Concepción (2006).[212]
  - Medalla de Oro de la Cruz Roja Española.
- Galardones:
  - Lady España 1987.[213]
  - Butaca de Plata (2006).[214]
  - Estrella en el Bulevar de la Fama de Puerto Banús (2008).[215]
  - Premio Mandarina de la peña periodística Primera Plana (2010).[216]
  - Premio a la mujer mejor calzada de España (2012) otorgado por la Fundación Museo del Calzado.[217]

## Ancestros
| \| \| \| \| \| \| \| \| \| \| \| \| \| \| \| \| \| \| \| \| 16. Carlos Miguel Fitz-James Stuart, xiv duque de Alba \| \| \| \| \| \| \| \| \| \| \| \| \| \| \| \| \| \| \| \| \| \| \| \| \| \| \| \| \| \| \| \| \| \| \| \| \| \| \| \| \| \| \| \| \| \| \| \| \| \| \| \| \| \| 8. Jacobo Fitz-James Stuart, xv duque de Alba \| \| \| \| \| \| \| \| \| \| \| \| \| \| \| \| \| \| \| \| \| \| \| \| \| \| \| \| \| \| \| \| \| \| \| \| \| \| \| \| \| \| \| \| \| \| \| \| \| \| \| \| \| \| 17. Rosalía Ventimiglia \| \| \| \| \| \| \| \| \| \| \| \| \| \| \| \| \| \| \| \| \| \| \| \| \| \| \| \| \| \| \| \| \| \| \| \| \| \| \| \| \| \| \| \| \| \| \| \| \| \| \| \| \| \| 4. Carlos María Fitz-James Stuart, xvi duque de Alba \| \| \| \| \| \| \| \| \| \| \| \| \| \| \| \| \| \| \| \| \| \| \| \| \| \| \| \| \| \| \| \| \| \| \| \| \| \| \| \| \| \| \| \| \| \| \| \| \| \| \| \| \| \| 18. Cipriano Portocarrero, viii conde de Montijo \| \| \| \| \| \| \| \| \| \| \| \| \| \| \| \| \| \| \| \| \| \| \| \| \| \| \| \| \| \| \| \| \| \| \| \| \| \| \| \| \| \| \| \| \| \| \| \| \| \| \| \| \| \| 9. María Francisca de Sales Portocarrero, ix condesa de Montijo \| \| \| \| \| \| \| \| \| \| \| \| \| \| \| \| \| \| \| \| \| \| \| \| \| \| \| \| \| \| \| \| \| \| \| \| \| \| \| \| \| \| \| \| \| \| \| \| \| \| \| \| \| \| 19. María Manuela Kirkpatrick y Grevigné \| \| \| \| \| \| \| \| \| \| \| \| \| \| \| \| \| \| \| \| \| \| \| \| \| \| \| \| \| \| \| \| \| \| \| \| \| \| \| \| \| \| \| \| \| \| \| \| \| \| \| \| \| \| 2. Jacobo Fitz-James Stuart, xvii duque de Alba \| \| \| \| \| \| \| \| \| \| \| \| \| \| \| \| \| \| \| \| \| \| \| \| \| \| \| \| \| \| \| \| \| \| \| \| \| \| \| \| \| \| \| \| \| \| \| \| \| \| \| \| \| \| 20. Juan Falcó, xiii marqués de Castel Rodrigo \| \| \| \| \| \| \| \| \| \| \| \| \| \| \| \| \| \| \| \| \| \| \| \| \| \| \| \| \| \| \| \| \| \| \| \| \| \| \| \| \| \| \| \| \| \| \| \| \| \| \| \| \| \| 10. Manuel Falcó, xiv marqués de Almonacir \| \| \| \| \| \| \| \| \| \| \| \| \| \| \| \| \| \| \| \| \| \| \| \| \| \| \| \| \| \| \| \| \| \| \| \| \| \| \| \| \| \| \| \| \| \| \| \| \| \| \| \| \| \| 21. Carolina d’Adda \| \| \| \| \| \| \| \| \| \| \| \| \| \| \| \| \| \| \| \| \| \| \| \| \| \| \| \| \| \| \| \| \| \| \| \| \| \| \| \| \| \| \| \| \| \| \| \| \| \| \| \| \| \| 5. María del Rosario Falcó, xxi condesa de Siruela \| \| \| \| \| \| \| \| \| \| \| \| \| \| \| \| \| \| \| \| \| \| \| \| \| \| \| \| \| \| \| \| \| \| \| \| \| \| \| \| \| \| \| \| \| \| \| \| \| \| \| \| \| \| 22. Felipe María Osorio, vii conde de Cervellón \| \| \| \| \| \| \| \| \| \| \| \| \| \| \| \| \| \| \| \| \| \| \| \| \| \| \| \| \| \| \| \| \| \| \| \| \| \| \| \| \| \| \| \| \| \| \| \| \| \| \| \| \| \| 11. María del Pilar Osorio, iii duquesa de Fernán-Núñez \| \| \| \| \| \| \| \| \| \| \| \| \| \| \| \| \| \| \| \| \| \| \| \| \| \| \| \| \| \| \| \| \| \| \| \| \| \| \| \| \| \| \| \| \| \| \| \| \| \| \| \| \| \| 23. Francisca de Asís Gutiérrez de los Ríos, ii duquesa de Fernán-Núñez \| \| \| \| \| \| \| \| \| \| \| \| \| \| \| \| \| \| \| \| \| \| \| \| \| \| \| \| \| \| \| \| \| \| \| \| \| \| \| \| \| \| \| \| \| \| \| \| \| \| \| \| \| \| 1. Cayetana Fitz-James Stuart, xviii duquesa de Alba \| \| \| \| \| \| \| \| \| \| \| \| \| \| \| \| \| \| \| \| \| \| \| \| \| \| \| \| \| \| \| \| \| \| \| \| \| \| \| \| \| \| \| \| \| \| \| \| \| \| \| \| \| \| 24. Andrés Avelino de Silva, xiii duque de Aliaga \| \| \| \| \| \| \| \| \| \| \| \| \| \| \| \| \| \| \| \| \| \| \| \| \| \| \| \| \| \| \| \| \| \| \| \| \| \| \| \| \| \| \| \| \| \| \| \| \| \| \| \| \| \| 12. Alfonso de Silva y Campbell, xv duque de Híjar \| \| \| \| \| \| \| \| \| \| \| \| \| \| \| \| \| \| \| \| \| \| \| \| \| \| \| \| \| \| \| \| \| \| \| \| \| \| \| \| \| \| \| \| \| \| \| \| \| \| \| \| \| \| 25. María Isabel Campbell y Vicent \| \| \| \| \| \| \| \| \| \| \| \| \| \| \| \| \| \| \| \| \| \| \| \| \| \| \| \| \| \| \| \| \| \| \| \| \| \| \| \| \| \| \| \| \| \| \| \| \| \| \| \| \| \| 6. Alfonso de Silva y Fernández de Córdoba, xvi duque de Híjar \| \| \| \| \| \| \| \| \| \| \| \| \| \| \| \| \| \| \| \| \| \| \| \| \| \| \| \| \| \| \| \| \| \| \| \| \| \| \| \| \| \| \| \| \| \| \| \| \| \| \| \| \| \| 26. Luis Tomás Fernández de Córdoba, xv duque de Medinaceli \| \| \| \| \| \| \| \| \| \| \| \| \| \| \| \| \| \| \| \| \| \| \| \| \| \| \| \| \| \| \| \| \| \| \| \| \| \| \| \| \| \| \| \| \| \| \| \| \| \| \| \| \| \| 13. María del Dulce Nombre Fernández de Córdoba y Pérez de Barradas \| \| \| \| \| \| \| \| \| \| \| \| \| \| \| \| \| \| \| \| \| \| \| \| \| \| \| \| \| \| \| \| \| \| \| \| \| \| \| \| \| \| \| \| \| \| \| \| \| \| \| \| \| \| 27. Ángela Pérez de Barradas y Bernuy, i duquesa de Denia \| \| \| \| \| \| \| \| \| \| \| \| \| \| \| \| \| \| \| \| \| \| \| \| \| \| \| \| \| \| \| \| \| \| \| \| \| \| \| \| \| \| \| \| \| \| \| \| \| \| \| \| \| \| 3. María del Rosario de Silva, x marquesa de San Vicente del Barco \| \| \| \| \| \| \| \| \| \| \| \| \| \| \| \| \| \| \| \| \| \| \| \| \| \| \| \| \| \| \| \| \| \| \| \| \| \| \| \| \| \| \| \| \| \| \| \| \| \| \| \| \| \| 28. Simón Gurtubay y Zubero \| \| \| \| \| \| \| \| \| \| \| \| \| \| \| \| \| \| \| \| \| \| \| \| \| \| \| \| \| \| \| \| \| \| \| \| \| \| \| \| \| \| \| \| \| \| \| \| \| \| \| \| \| \| 14. Juan Cruz Gurtubay y Meaza \| \| \| \| \| \| \| \| \| \| \| \| \| \| \| \| \| \| \| \| \| \| \| \| \| \| \| \| \| \| \| \| \| \| \| \| \| \| \| \| \| \| \| \| \| \| \| \| \| \| \| \| \| \| 29. Rosalía Meaza y Basterra \| \| \| \| \| \| \| \| \| \| \| \| \| \| \| \| \| \| \| \| \| \| \| \| \| \| \| \| \| \| \| \| \| \| \| \| \| \| \| \| \| \| \| \| \| \| \| \| \| \| \| \| \| \| 7. María del Rosario Gurtubay y González de Castejón \| \| \| \| \| \| \| \| \| \| \| \| \| \| \| \| \| \| \| \| \| \| \| \| \| \| \| \| \| \| \| \| \| \| \| \| \| \| \| \| \| \| \| \| \| \| \| \| \| \| \| \| \| \| 30. Luis González de Castejón y Gil-Delgado \| \| \| \| \| \| \| \| \| \| \| \| \| \| \| \| \| \| \| \| \| \| \| \| \| \| \| \| \| \| \| \| \| \| \| \| \| \| \| \| \| \| \| \| \| \| \| \| \| \| \| \| \| \| 15. Adelaida González de Castejón y Torres \| \| \| \| \| \| \| \| \| \| \| \| \| \| \| \| \| \| \| \| \| \| \| \| \| \| \| \| \| \| \| \| \| \| \| \| \| \| \| \| \| \| \| \| \| \| \| \| \| \| \| \| \| \| 31. Adelaida Torre de Lequerica y Uríbarri \| \| \| \| \| \| \| \| \| \| \| \| \| \| \| \| \| \| \| \| \| \| \| \| \| \| \| \| \| \| \| \| \| \| \| \| \| \| \| \| \| \| \| \| \| \| \| \| \| \| \| \| |                                                                         |  |  |  |  |  |  |  |  |  |  |  |  |  |  |  |
| |                                                                         |  |  |  |  |  |  |  |  |  |  |  |  |  |  |  |
| | 16. Carlos Miguel Fitz-James Stuart, xiv duque de Alba                  |  |  |  |  |  |  |  |  |  |  |  |  |  |  |  |
| |                                                                         |  |  |  |  |  |  |  |  |  |  |  |  |  |  |  |
| |                                                                         |  |  |  |  |  |  |  |  |  |  |  |  |  |  |  |
| | 8. Jacobo Fitz-James Stuart, xv duque de Alba                           |  |  |  |  |  |  |  |  |  |  |  |  |  |  |  |
| |                                                                         |  |  |  |  |  |  |  |  |  |  |  |  |  |  |  |
| |                                                                         |  |  |  |  |  |  |  |  |  |  |  |  |  |  |  |
| | 17. Rosalía Ventimiglia                                                 |  |  |  |  |  |  |  |  |  |  |  |  |  |  |  |
| |                                                                         |  |  |  |  |  |  |  |  |  |  |  |  |  |  |  |
| |                                                                         |  |  |  |  |  |  |  |  |  |  |  |  |  |  |  |
| | 4. Carlos María Fitz-James Stuart, xvi duque de Alba                    |  |  |  |  |  |  |  |  |  |  |  |  |  |  |  |
| |                                                                         |  |  |  |  |  |  |  |  |  |  |  |  |  |  |  |
| |                                                                         |  |  |  |  |  |  |  |  |  |  |  |  |  |  |  |
| | 18. Cipriano Portocarrero, viii conde de Montijo                        |  |  |  |  |  |  |  |  |  |  |  |  |  |  |  |
| |                                                                         |  |  |  |  |  |  |  |  |  |  |  |  |  |  |  |
| |                                                                         |  |  |  |  |  |  |  |  |  |  |  |  |  |  |  |
| | 9. María Francisca de Sales Portocarrero, ix condesa de Montijo         |  |  |  |  |  |  |  |  |  |  |  |  |  |  |  |
| |                                                                         |  |  |  |  |  |  |  |  |  |  |  |  |  |  |  |
| |                                                                         |  |  |  |  |  |  |  |  |  |  |  |  |  |  |  |
| | 19. María Manuela Kirkpatrick y Grevigné                                |  |  |  |  |  |  |  |  |  |  |  |  |  |  |  |
| |                                                                         |  |  |  |  |  |  |  |  |  |  |  |  |  |  |  |
| |                                                                         |  |  |  |  |  |  |  |  |  |  |  |  |  |  |  |
| | 2. Jacobo Fitz-James Stuart, xvii duque de Alba                         |  |  |  |  |  |  |  |  |  |  |  |  |  |  |  |
| |                                                                         |  |  |  |  |  |  |  |  |  |  |  |  |  |  |  |
| |                                                                         |  |  |  |  |  |  |  |  |  |  |  |  |  |  |  |
| | 20. Juan Falcó, xiii marqués de Castel Rodrigo                          |  |  |  |  |  |  |  |  |  |  |  |  |  |  |  |
| |                                                                         |  |  |  |  |  |  |  |  |  |  |  |  |  |  |  |
| |                                                                         |  |  |  |  |  |  |  |  |  |  |  |  |  |  |  |
| | 10. Manuel Falcó, xiv marqués de Almonacir                              |  |  |  |  |  |  |  |  |  |  |  |  |  |  |  |
| |                                                                         |  |  |  |  |  |  |  |  |  |  |  |  |  |  |  |
| |                                                                         |  |  |  |  |  |  |  |  |  |  |  |  |  |  |  |
| | 21. Carolina d’Adda                                                     |  |  |  |  |  |  |  |  |  |  |  |  |  |  |  |
| |                                                                         |  |  |  |  |  |  |  |  |  |  |  |  |  |  |  |
| |                                                                         |  |  |  |  |  |  |  |  |  |  |  |  |  |  |  |
| | 5. María del Rosario Falcó, xxi condesa de Siruela                      |  |  |  |  |  |  |  |  |  |  |  |  |  |  |  |
| |                                                                         |  |  |  |  |  |  |  |  |  |  |  |  |  |  |  |
| |                                                                         |  |  |  |  |  |  |  |  |  |  |  |  |  |  |  |
| | 22. Felipe María Osorio, vii conde de Cervellón                         |  |  |  |  |  |  |  |  |  |  |  |  |  |  |  |
| |                                                                         |  |  |  |  |  |  |  |  |  |  |  |  |  |  |  |
| |                                                                         |  |  |  |  |  |  |  |  |  |  |  |  |  |  |  |
| | 11. María del Pilar Osorio, iii duquesa de Fernán-Núñez                 |  |  |  |  |  |  |  |  |  |  |  |  |  |  |  |
| |                                                                         |  |  |  |  |  |  |  |  |  |  |  |  |  |  |  |
| |                                                                         |  |  |  |  |  |  |  |  |  |  |  |  |  |  |  |
| | 23. Francisca de Asís Gutiérrez de los Ríos, ii duquesa de Fernán-Núñez |  |  |  |  |  |  |  |  |  |  |  |  |  |  |  |
| |                                                                         |  |  |  |  |  |  |  |  |  |  |  |  |  |  |  |
| |                                                                         |  |  |  |  |  |  |  |  |  |  |  |  |  |  |  |
| | 1. Cayetana Fitz-James Stuart, xviii duquesa de Alba                    |  |  |  |  |  |  |  |  |  |  |  |  |  |  |  |
| |                                                                         |  |  |  |  |  |  |  |  |  |  |  |  |  |  |  |
| |                                                                         |  |  |  |  |  |  |  |  |  |  |  |  |  |  |  |
| | 24. Andrés Avelino de Silva, xiii duque de Aliaga                       |  |  |  |  |  |  |  |  |  |  |  |  |  |  |  |
| |                                                                         |  |  |  |  |  |  |  |  |  |  |  |  |  |  |  |
| |                                                                         |  |  |  |  |  |  |  |  |  |  |  |  |  |  |  |
| | 12. Alfonso de Silva y Campbell, xv duque de Híjar                      |  |  |  |  |  |  |  |  |  |  |  |  |  |  |  |
| |                                                                         |  |  |  |  |  |  |  |  |  |  |  |  |  |  |  |
| |                                                                         |  |  |  |  |  |  |  |  |  |  |  |  |  |  |  |
| | 25. María Isabel Campbell y Vicent                                      |  |  |  |  |  |  |  |  |  |  |  |  |  |  |  |
| |                                                                         |  |  |  |  |  |  |  |  |  |  |  |  |  |  |  |
| |                                                                         |  |  |  |  |  |  |  |  |  |  |  |  |  |  |  |
| | 6. Alfonso de Silva y Fernández de Córdoba, xvi duque de Híjar          |  |  |  |  |  |  |  |  |  |  |  |  |  |  |  |
| |                                                                         |  |  |  |  |  |  |  |  |  |  |  |  |  |  |  |
| |                                                                         |  |  |  |  |  |  |  |  |  |  |  |  |  |  |  |
| | 26. Luis Tomás Fernández de Córdoba, xv duque de Medinaceli             |  |  |  |  |  |  |  |  |  |  |  |  |  |  |  |
| |                                                                         |  |  |  |  |  |  |  |  |  |  |  |  |  |  |  |
| |                                                                         |  |  |  |  |  |  |  |  |  |  |  |  |  |  |  |
| | 13. María del Dulce Nombre Fernández de Córdoba y Pérez de Barradas     |  |  |  |  |  |  |  |  |  |  |  |  |  |  |  |
| |                                                                         |  |  |  |  |  |  |  |  |  |  |  |  |  |  |  |
| |                                                                         |  |  |  |  |  |  |  |  |  |  |  |  |  |  |  |
| | 27. Ángela Pérez de Barradas y Bernuy, i duquesa de Denia               |  |  |  |  |  |  |  |  |  |  |  |  |  |  |  |
| |                                                                         |  |  |  |  |  |  |  |  |  |  |  |  |  |  |  |
| |                                                                         |  |  |  |  |  |  |  |  |  |  |  |  |  |  |  |
| | 3. María del Rosario de Silva, x marquesa de San Vicente del Barco      |  |  |  |  |  |  |  |  |  |  |  |  |  |  |  |
| |                                                                         |  |  |  |  |  |  |  |  |  |  |  |  |  |  |  |
| |                                                                         |  |  |  |  |  |  |  |  |  |  |  |  |  |  |  |
| | 28. Simón Gurtubay y Zubero                                             |  |  |  |  |  |  |  |  |  |  |  |  |  |  |  |
| |                                                                         |  |  |  |  |  |  |  |  |  |  |  |  |  |  |  |
| |                                                                         |  |  |  |  |  |  |  |  |  |  |  |  |  |  |  |
| | 14. Juan Cruz Gurtubay y Meaza                                          |  |  |  |  |  |  |  |  |  |  |  |  |  |  |  |
| |                                                                         |  |  |  |  |  |  |  |  |  |  |  |  |  |  |  |
| |                                                                         |  |  |  |  |  |  |  |  |  |  |  |  |  |  |  |
| | 29. Rosalía Meaza y Basterra                                            |  |  |  |  |  |  |  |  |  |  |  |  |  |  |  |
| |                                                                         |  |  |  |  |  |  |  |  |  |  |  |  |  |  |  |
| |                                                                         |  |  |  |  |  |  |  |  |  |  |  |  |  |  |  |
| | 7. María del Rosario Gurtubay y González de Castejón                    |  |  |  |  |  |  |  |  |  |  |  |  |  |  |  |
| |                                                                         |  |  |  |  |  |  |  |  |  |  |  |  |  |  |  |
| |                                                                         |  |  |  |  |  |  |  |  |  |  |  |  |  |  |  |
| | 30. Luis González de Castejón y Gil-Delgado                             |  |  |  |  |  |  |  |  |  |  |  |  |  |  |  |
| |                                                                         |  |  |  |  |  |  |  |  |  |  |  |  |  |  |  |
| |                                                                         |  |  |  |  |  |  |  |  |  |  |  |  |  |  |  |
| | 15. Adelaida González de Castejón y Torres                              |  |  |  |  |  |  |  |  |  |  |  |  |  |  |  |
| |                                                                         |  |  |  |  |  |  |  |  |  |  |  |  |  |  |  |
| |                                                                         |  |  |  |  |  |  |  |  |  |  |  |  |  |  |  |
| | 31. Adelaida Torre de Lequerica y Uríbarri                              |  |  |  |  |  |  |  |  |  |  |  |  |  |  |  |
| |                                                                         |  |  |  |  |  |  |  |  |  |  |  |  |  |  |  |
| |                                                                         |  |  |  |  |  |  |  |  |  |  |  |  |  |  |  |

| Predecesor: Jacobo Fitz-James Stuart y Falcó | Duquesa de Alba de Tormes 24 de septiembre de 1953-20 de noviembre de 2014 | Sucesor: Carlos Fitz-James Stuart y Martínez de Irujo |
| Predecesor: Jacobo Fitz-James Stuart y Falcó | Condesa de Fuentidueña 24 de septiembre de 1953-20 de noviembre de 2014    | Sucesor: Carlos Fitz-James Stuart y Martínez de Irujo |